# Ariano Irpino
Ariano Irpino (già Ariano di Puglia fino al 1930, semplicemente Ariano nelle fonti storiche e in dialetto arianese) è un comune italiano di 20 660 abitanti della provincia di Avellino in Campania.
Sorta in altura a cavallo degli Appennini e dotata di un vasto tenimento al crocevia di antichi itinerari, la cittadina acquisì presto rilevanza strategica elevandosi fin dall'alto Medioevo a sede di diocesi e di contea.
Prescelta da re Ruggero II il Normanno che vi tenne le celebri assise, rinomata per l'arte della maiolica, si fregia del titolo di città nell'ambito dell'estremo entroterra regionale, a diretto contatto con la Puglia.

## Geografia fisica

### Territorio
(William Paget Jervis, I tesori dell'Italia sotterranea)
La città sorge nel settore nord dell'Irpinia, in posizione baricentrica tra i mari Tirreno e Adriatico; la linea spartiacque interseca infatti per decine di chilometri il suo territorio, attraversato anche dal principale valico dell'Appennino campano: la sella di Ariano. L'agro rurale, ricco di sorgenti, è lambito dai fiumi Ufita e Miscano (subaffluenti del Volturno, sul versante tirrenico) e solcato dall'alto corso del Cervaro (tributario del lago Salso e del litorale adriatico). Grazie ai suoi 186,74 km² è il comune più esteso della Campania.
Riconosciuto per legge come interamente montano, il suo tenimento si sviluppa tra i 179 e gli 811 m s.l.m.. Il sottosuolo è composto da stratificazioni detritiche (spesso fossilifere) a elevato tenore in carbonato di calcio; la formazione più diffusa è la tipica unità di Ariano, costituita da depositi pliocenici di origine deltizia o marina. Nel complesso i terreni hanno un buon grado di fertilità e di copertura arborea, ma sono poco coesi e dunque profondamente incisi dall'erosione; fanno tuttavia eccezione gli ampi altipiani ondulati degli estremi settori nord-orientali (tra la valle del Miscano e il bacino del Cervaro), poggianti su rocce relativamente più antiche e compatte, nonché le ristrette piane alluvionali localizzate all'opposto margine, presso lo sbocco del torrente Fiumarelle nella valle dell'Ufita. Degna di nota è inoltre una fonte di acqua sulfurea tra le contrade Pignatale e Santa Regina, mentre una piccola salsa sgorga alle falde del santuario di San Liberatore, in località Acquasalza.

#### Tricolle
Il centro cittadino si sviluppa in posizione dominante su tre alti colli (Castello, Calvario e San Bartolomeo), da cui il soprannome di Città del Tricolle. La sua visuale è assai aperta in ogni direzione: dai punti più panoramici (e in particolare dalla sommità del castello normanno) si ammirano a ovest i massicci del Taburno e del Partenio, a sud il Terminio-Cervialto e l'Appennino lucano, a est il Vulture con i monti della Daunia e a nord l'Appennino sannita con il massiccio del Matese e, più in lontananza, le alte vette dell'Appennino abruzzese e le più modeste cime dei monti Volsci, sicché sono visibili alcuni scorci di 6 delle 20 regioni italiane. Il Tricolle figura anche nello stemma municipale ideato, secondo la tradizione, dal santo patrono Ottone Frangipane (vissuto in Ariano nel XII secolo).

### Sismicità
Situata presso il margine settentrionale del distretto sismico dell'Irpinia, la città ha risentito inoltre dei movimenti tellurici avvenuti nel limitrofo Sannio, quali il terremoto del 1349 e il sisma del 1688. Viceversa gli eventi con epicentri localizzati nel settore meridionale dell'Irpinia sono risultati relativamente meno disastrosi: un esempio è dato dal terremoto del 1980 che provocò una sola vittima in ambito cittadino.
Tra il 1300 e il 2000 si sono verificati 10 terremoti rilevanti (nel 1349, 1456, 1517, 1688, 1694, 1702, 1732, 1930, 1962, 1980), in media uno ogni 70 anni ma con intervalli variabili da un minimo di 6 a un massimo di 198 anni. Scarse sono invece le informazioni relative ai secoli precedenti, con un unico sisma attestato (quello del 988, che causò molti danni); le indagini archeologiche nel sito di Aequum Tuticum hanno però permesso di individuare le tracce di due gravi terremoti avvenuti nel IV secolo, mentre l'analisi documentale fa desumere che anche i sismi dell'847 e del 1125 siano stati intensi.
La stazione sismica di riferimento, gestita dall'Istituto nazionale di geofisica e vulcanologia, è ubicata 
in corrispondenza della sella di Ariano presso il centro di ricerche Biogem (sigla: Biog, quota: 623 m s.l.m.).
- Classificazione sismica: zona 1 (alta sismicità).

### Clima

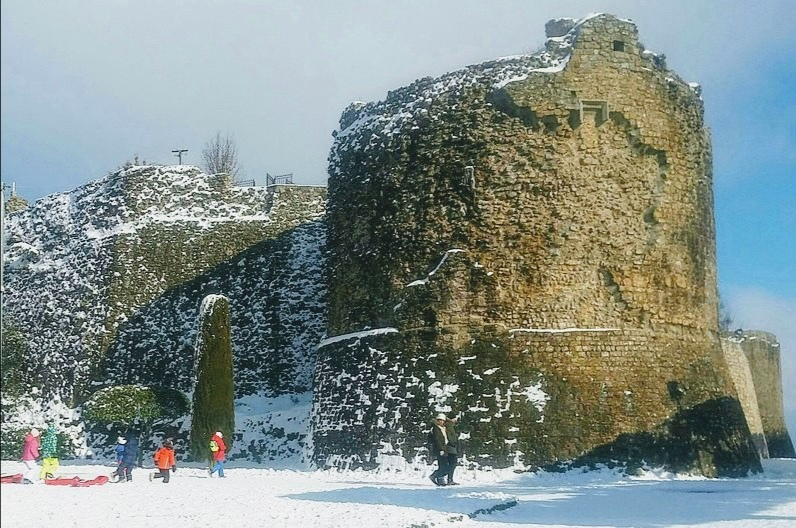
Uno scorcio del castello di Ariano in veste invernale

Le condizioni climatiche locali sono complessivamente piuttosto variabili, mostrando caratteri di transizione tra il clima temperato umido, proprio delle alte montagne appenniniche, e il clima mediterraneo tipico delle fasce costiere.
Le precipitazioni sono moderate (di norma non eccedenti gli 800 mm annui), generalmente concentrate per circa 2⁄3 tra l'autunno e l'inverno (con massimi intorno novembre-dicembre) mentre in primavera e ancor più in estate tendono a divenire occasionali (la piovosità minima si registra di solito in luglio-agosto). In ogni periodo dell'anno la forma prevalente di precipitazione è la pioggia, tuttavia nel corso del semestre freddo non mancano nevicate più o meno consistenti; durante la stagione calda possono invece verificarsi sporadiche grandinate. Le nebbie sono poco frequenti, mentre tra i venti prevalgono quelli occidentali.
La stazione meteorologica di Ariano Irpino è ubicata nella parte alta della città, a quota 794 m s.l.m. Dall'analisi matematica delle medie termiche nel trentennio di riferimento 1961-1990 si evince che i valori minimi di temperatura si raggiungono mediamente nell'ultima decade di gennaio (mese più freddo con una media di +3,8 °C), quelli massimi agli inizi di agosto (mese più caldo con una media di +21,6 °C); in tale ultima fase si registra anche la massima escursione termica giornaliera, laddove il divario minimo si riscontra invece a metà dicembre. Ai primi di maggio e nell'ultima decade di ottobre si registrano infine i valori più prossimi alla temperatura media annua (pari a +12,3 °C).
| Ariano Irpino      | Mesi | Mesi | Mesi | Mesi | Mesi | Mesi | Mesi | Mesi | Mesi | Mesi | Mesi | Mesi | Stagioni | Stagioni | Stagioni | Stagioni | Anno |
| Ariano Irpino      | Gen  | Feb  | Mar  | Apr  | Mag  | Giu  | Lug  | Ago  | Set  | Ott  | Nov  | Dic  | Inv      | Pri      | Est      | Aut      | Anno |
| ------------------ | ---- | ---- | ---- | ---- | ---- | ---- | ---- | ---- | ---- | ---- | ---- | ---- | -------- | -------- | -------- | -------- | ---- |
| T. max. media (°C) | 7,1  | 7,8  | 10,4 | 14,5 | 18,6 | 23,6 | 27,1 | 27,2 | 23,2 | 17,4 | 12,0 | 8,8  | 7,9      | 14,5     | 26,0     | 17,5     | 16,5 |
| T. min. media (°C) | 0,6  | 0,9  | 3,0  | 6,1  | 9,7  | 13,7 | 16,0 | 16,0 | 13,9 | 9,6  | 5,6  | 2,7  | 1,4      | 6,3      | 15,2     | 9,7      | 8,2  |

## Origini del nome
(Federico II di Svevia, Itinerarium)
Sulla base di un'astiosa citazione basso-medievale, attribuita non senza riserve all'imperatore Federico II, si è ritenuto per secoli che il toponimo "Ariano" risalisse al latino Ara Dei Iani ("altare del Dio Giano"), o più semplicemente Ara Iani ("altare di Giano"), con riferimento a un ipotetico sacello pagano svettante sul Tricolle nella remota antichità; le vestigia di tale sacrario, secondo la tradizione, sarebbero venute alla luce già nel XII secolo. La stessa sigla AI, che fin dal tardo Settecento sostituì l'originaria lettera A nello stemma municipale, sta appunto per Ara Iani. Il poeta Pietro Paolo Parzanese, vissuto nell'Ottocento, supportava però tiepidamente tali congetture, poi definitivamente smentite da un accurato studio condotto dal geografo Gabriele Grasso sul finire dello stesso secolo.

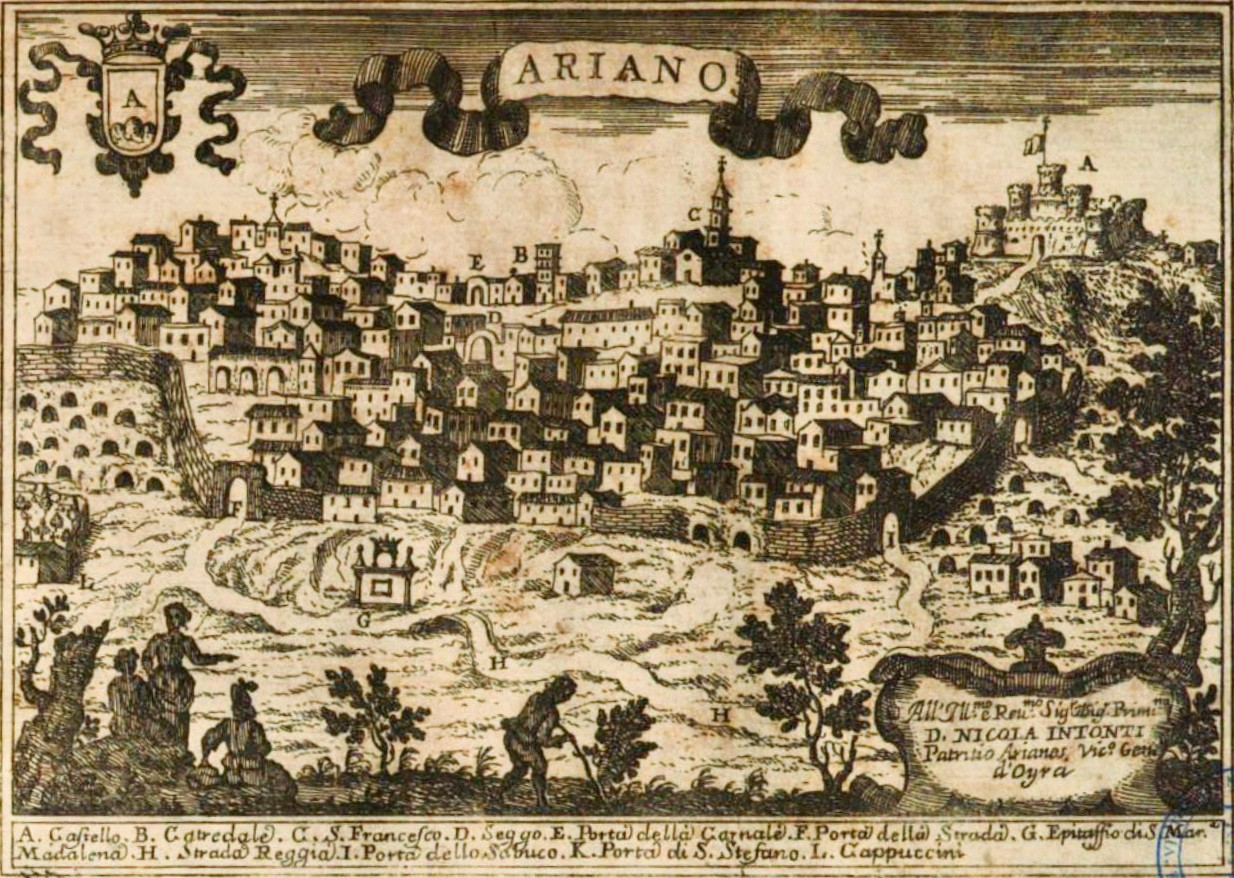
Stampa del 1703; all'epoca la città era denominata semplicemente Ariano e nel suo stemma compariva unicamente la lettera A

Benché nelle fondamenta del duomo si rinvengano effettivamente reperti fittili riferibili a un antico tempio, gli studiosi contemporanei ritengono infatti più verosimile che il lemma "Ariano" (attestato in tale forma fin dal lontano 782) costituisca invece un attributo prediale correlato al nome personale Ario (corrispondente a un gentilizio *Arius, probabile variante di Arrius). È dunque presumibile che il reale significato etimologico fosse "terra di Ario" (in latino *praedium Arianum) o "castello di Ario" (castellum Arianum, forma quest'ultima effettivamente documentata nel IX secolo), ammettendo che tale Ario fosse un possidente della tarda antichità o un condottiero del primo medioevo. In alternativa, il toponimo potrebbe direttamente discendere da un nome personale Ariano (in latino *Arianus), oppure da un analogo cognome Ariano, quantunque sia ugualmente possibile l'inverso (ossia che il cognome derivi invece dal toponimo).
La formulazione "Ariano Irpino" (riferita al distretto storico-geografico dell'Irpinia) sostituì nel 1930 la vecchia denominazione "Ariano di Puglia", quest'ultima divenuta ufficiale dal 1868 ma comunemente usata anche nelle epoche precedenti. Nel XIV secolo il nome latino medievale era infatti Arianum in Apulia, poiché a quei tempi per "Puglia" (Apulia) si intendeva l'intero settore peninsulare del regno di Sicilia, con particolare riferimento al vasto ducato di Puglia (ducatus Apuliæ) cui la grancontea di Ariano era stata assoggettata fin dall'XI secolo. La primitiva appartenenza alla terra degli antichi Irpini era però ben nota al ristretto ceto colto locale, tanto che già nel 1512 il poeta neolatino Girolamo Angeriano scriveva: est urbs Hirpinis Arianum in collibus ("la città di Ariano negl'Irpini è sui colli"). L'aggiunta di un epiteto al lemma "Ariano" era comunque finalizzata a evitare confusioni con altre località così denominate, in particolare con l'omonimo centro situato nel Polesine (anticamente ricompreso nel Ferrarese).

## Storia

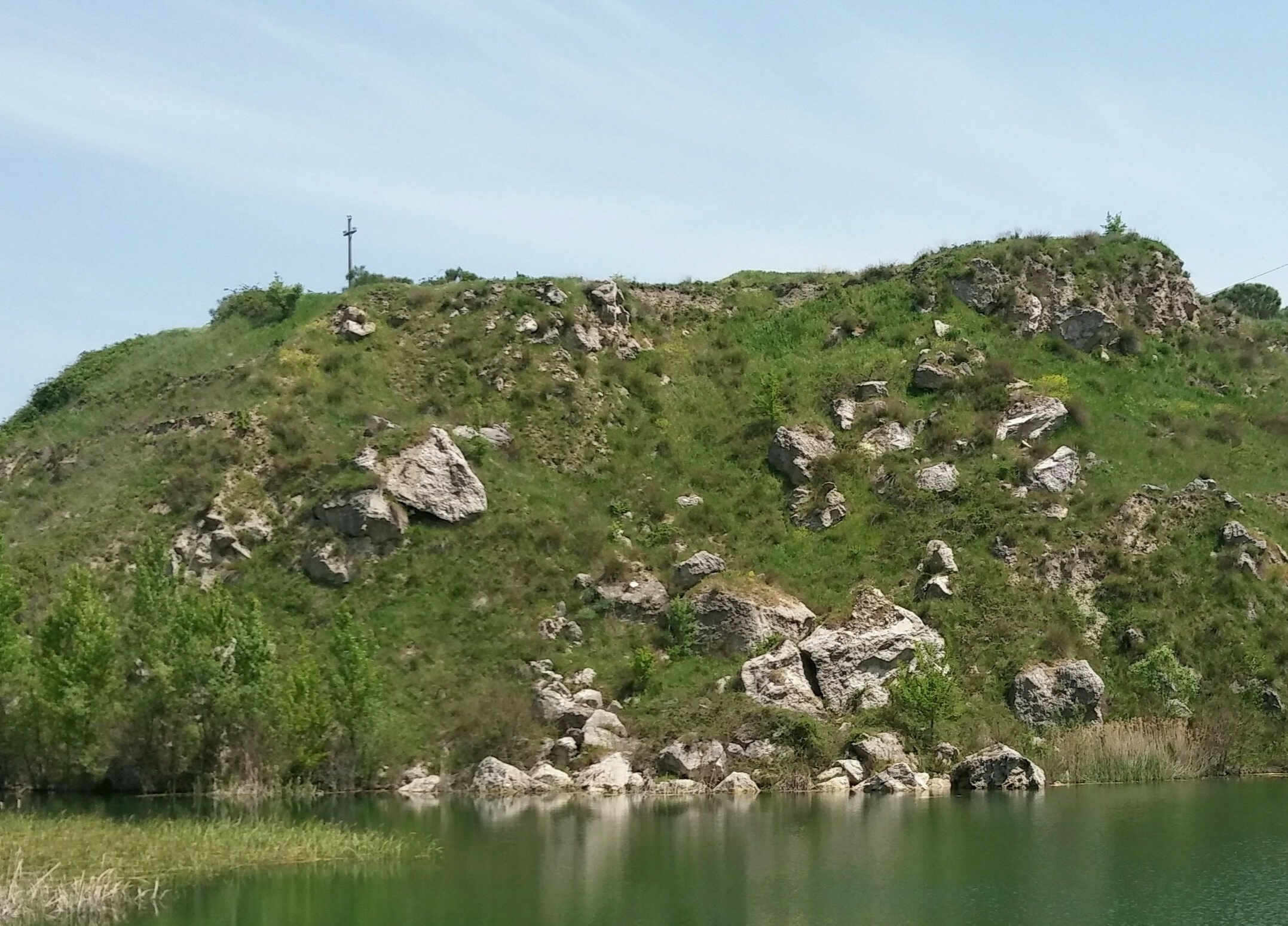
La rupe de La Starza, popolata per millenni in epoca preistorica

### Preistoria
Le prime tracce umane si rinvengono nel settore nord del territorio comunale. In particolare lungo la sella di Camporeale emergono, in superficie o a poca profondità, numerosi e svariati strumenti di selce scheggiata ascrivibili all'industria musteriana praticata nel paleolitico medio da cacciatori-raccoglitori di stirpe neandertaliana.
Il primo stabile insediamento agro-pastorale, il più antico della regione, compare invece sulla rupe gessosa de La Starza, alle cui falde vi è una fonte sorgiva perenne; ivi si rinvengono le vestigia di un intero villaggio di capanne risalente al neolitico inferiore e popolato poi fino alle soglie dell'età del ferro. Testimonianze del neolitico medio-superiore emergono poi anche altrove (alle località Acquazzuolo, Santa Maria a Tuori, Trimonti), fin nel settore meridionale dell'agro (sul poggio San Marco a ridosso del torrente Fiumarelle).

### Protostoria
Alle prime genti appenniniche subentrano gli Irpini (Hirpini), una bellicosa tribù italica di etnia sannitica e di lingua osca stanziatasi sul territorio in epoca preromana. A tale civiltà appartiene infatti il variegato vasellame artistico (anche del tipo kántharos) racchiuso nei corredi delle piccole necropoli locali e ascrivibile alla cosiddetta cultura di Casalbore-Castelbaronia (secoli VI-V a.C.), tipica dell'area nord-irpina.
Non si rinvengono comunque tracce di fortificazioni sannitiche, forse perché inglobate nei profondi basamenti del castello medievale; tuttavia alcuni materiali fittili reperiti nelle fondamenta della basilica cattedrale sembrerebbero attestare quantomeno la presenza di un edificio di culto (verosimilmente un tempio italico) sul crinale del Tricolle.

### Epoca romana

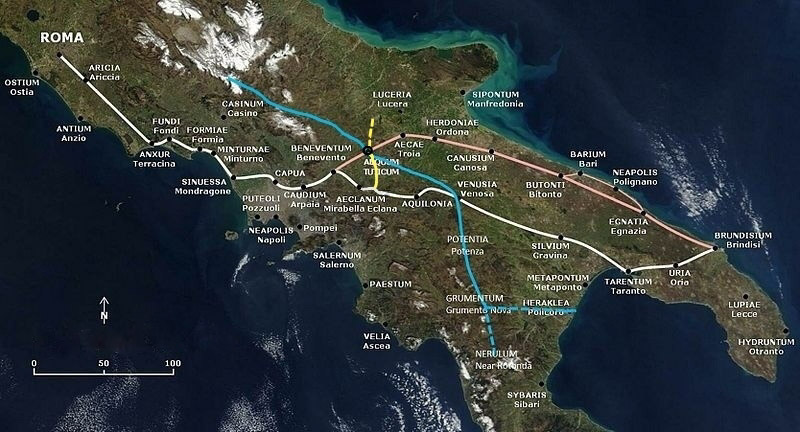
Aequum Tuticum all'incrocio tra le vie Aemilia (in giallo), Herculia (in blu) e Traiana (già Minucia, in rosso), in relazione alla più antica e decentrata via Appia (in bianco).

Fin dal periodo repubblicano tre strade consolari attraversano l'area: la via Aemilia (attestata unicamente da due miliari, entrambi rinvenuti nel territorio comunale), la via Minucia (poi rettificata per volere dell'imperatore Traiano e pertanto ribattezzata via Traiana) e una terza di cui si ignora il nome ma non il tracciato, ben delineato nell'itinerarium Antonini; quest'ultima alle soglie del tardo impero sarà totalmente rimodernata e inclusa nella via Herculia, una grande arteria percorrente l'Appennino in senso longitudinale.
All'incrocio delle tre strade, sul vasto altipiano di Sant'Eleuterio presso i margini settentrionali dell'agro, sorge il vicus di Aequum Tuticum, la cui seconda parte del nome ha peraltro origini pre-latine (in lingua osca tuticum significava infatti "pubblico", "pertinente al touto"). Citato per la prima volta da Cicerone nel 50 a.C., Aequum Tuticum raggiunge poi il suo massimo splendore in età traianea e adrianea; danneggiato però ripetutamente dai terremoti fra il 346 e il 375 d.C. il vicus si riduce infine a una semplice villa, una delle tante sparse nelle campagne tardo-imperiali.

### Alto Medioevo

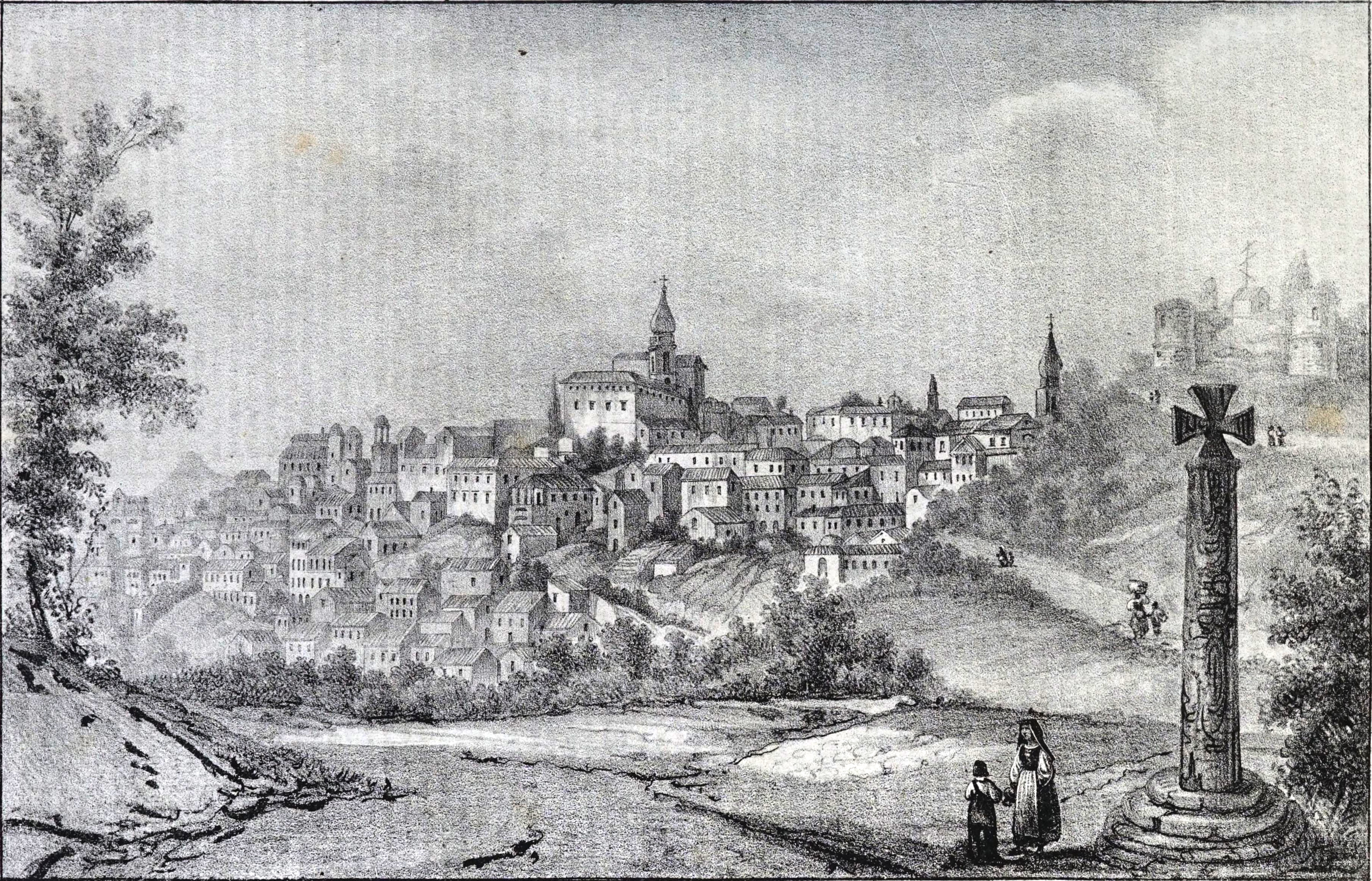
Veduta prospettica dal piano della Croce, alle falde del castello di Ariano; in primo piano si nota la medievale Croce longobarda.

Le ripetute invasioni barbariche dei secoli V-VI determinano la rapida decadenza delle antiche villæ e degli altri insediamenti sparsi. Le sanguinose guerre che l'Impero bizantino scatena contro Ostrogoti e Longobardi inducono infatti soldatesche e popolazione civile a rifugiarsi sul Tricolle, luogo più elevato e dunque meglio difendibile; in particolare, con l'affermarsi dei Longobardi nel ducato di Benevento (secoli VII-VIII) vengono erette le prime strutture fortificate del castello di Ariano a difesa dai domini bizantini.
A partire dalla metà del IX secolo il principato di Benevento entra però in crisi, subendo dapprima gli effetti del sisma dell'847 (rovinoso anche per il primitivo duomo di Ariano), poi la scissione di Salerno e le susseguenti incursioni saracene (che nell'858 raggiungono l'agro arianese) e infine la sottomissione a Capua preceduta da una fase di occupazione bizantina (che pure deve aver coinvolto il gastaldato di Ariano nell'891-895); perdipiù intorno al 988 un altro terremoto devasta tanto la contea di Ariano (sorta in sostituzione del gastaldato) quanto la stessa Benevento.
Tra il 1016 e il 1022, in un contesto sociopolitico ormai instabile, la contea è quindi usurpata da un gruppo di cavalieri normanni capeggiati da Gilberto Buatère e assoldati da Melo da Bari, un nobile di stirpe longobarda da poco nominato duca di Puglia (in funzione anti-bizantina) dall'imperatore Enrico II; nasce così il primo dominio normanno in terra italiana.

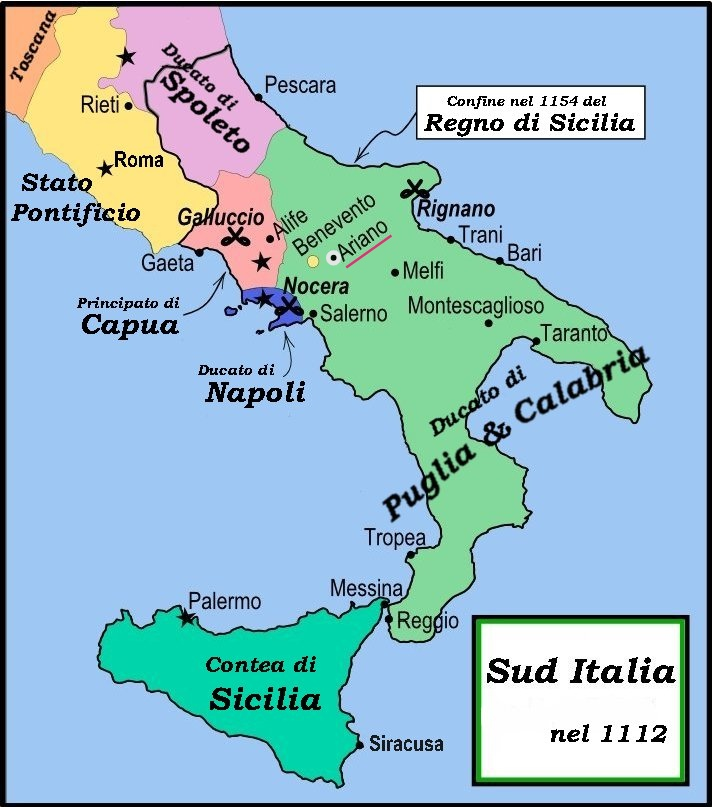
L'Italia meridionale nel XII secolo, l'epoca di massimo splendore per la città di Ariano

Nei decenni successivi, grazie alla vittoriosa conquista normanna dell'Italia meridionale, Ariano assume un ruolo di primaria rilevanza: il castello viene potenziato e la città è posta a capo di una vasta grancontea; nemmeno il sisma del 1125 sembra causare grossi danni, se non in qualche località del contado. In tale fase storica vive e opera Ottone Frangipane (morto nel 1127), poi santificato e prescelto come protettore.
Nel 1140 re Ruggero II in persona, dopo aver estromesso l'ultimo dei granconti, si insedia nella piazzaforte e prontamente convoca le assise di Ariano: dinanzi all'assemblea generale (curia procerum) del ducato di Puglia e Calabria il sovrano delibera il conio di una nuova moneta (il ducale, meglio noto come ducato), promulga una lunga serie di atti legislativi e, secondo una consolidata tradizione storiografica, emana gli stessi statuti (constitutiones) del Regno di Sicilia; tale corpus legislativo, una sintesi di diverse insigni tradizioni giuridiche, sarà poi adottato con poche modifiche nelle costituzioni di Melfi.

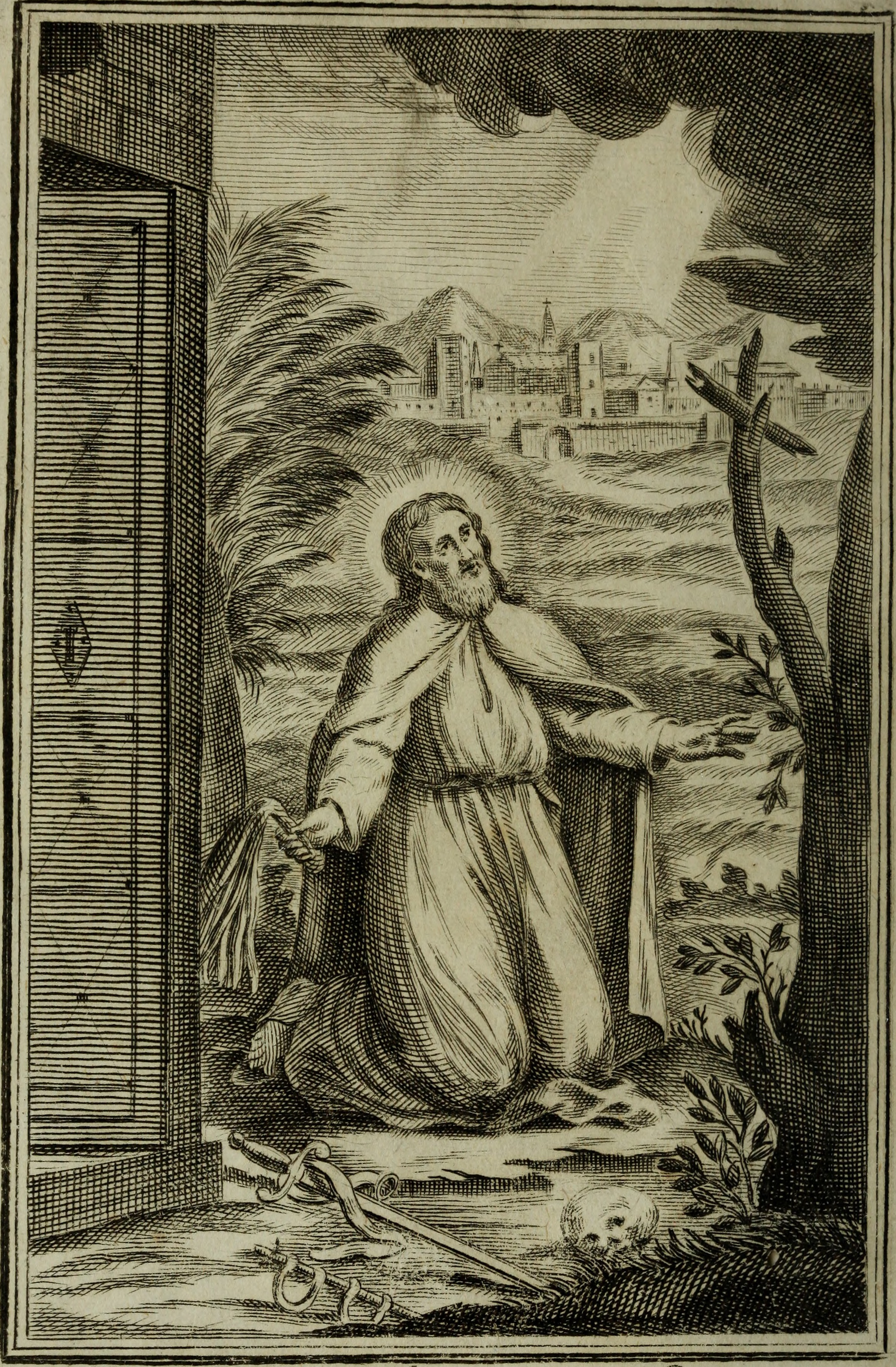
Il santo protettore Ottone Frangipane, eremita in Ariano in epoca medievale

### Basso Medioevo
Con l'avvento al trono della dinastia sveva ha inizio una fase decisamente infelice. In particolare nel 1255 Manfredi (figlio di Federico II di Svevia) assedia la città, colpevole di aver appoggiato l'esercito papale contro di lui. Dotata di possenti mura e di un grosso arsenale ("camera reale"), Ariano resiste strenuamente finché un folto gruppo di soldati lucerini, fingendosi disertori dell'esercito di Manfredi, è accolto nella roccaforte; durante la notte essi rivelano però le loro vere intenzioni saccheggiando e bruciando gli edifici, oltre a far strage degli abitanti nel cosiddetto eccidio della Carnale.
Nel 1269 Carlo I d'Angiò, dopo aver sconfitto Manfredi nella battaglia di Benevento e conquistato il regno, decide però di ricostruire la città, considerata ormai rilevante ("famosa"). Nell'occasione, quale riconoscimento per la fedeltà dimostrata al papato, dona alla diocesi di Ariano due Sacre Spine (dategli dal fratello Luigi IX di Francia detto "il Santo"), tuttora custodite nel museo degli argenti.
Sotto gli Angioini il territorio cittadino incorpora gli ex-feudi baronali di Amando, San Donato, Sant'Eleuterio (questi due ultimi affidati in gestione al vescovado fino all'eversione del XIX secolo) e forse altri ancora; per lunghi periodi anche Monteleone è casale di Ariano. Dal 1294 al 1413 la contea è retta da esponenti della famiglia provenzale de Sabran; tra i vari conti di quel periodo spiccano le figure di sant'Elzeario e di sua moglie beata Delfina, poi assurti a compatroni.

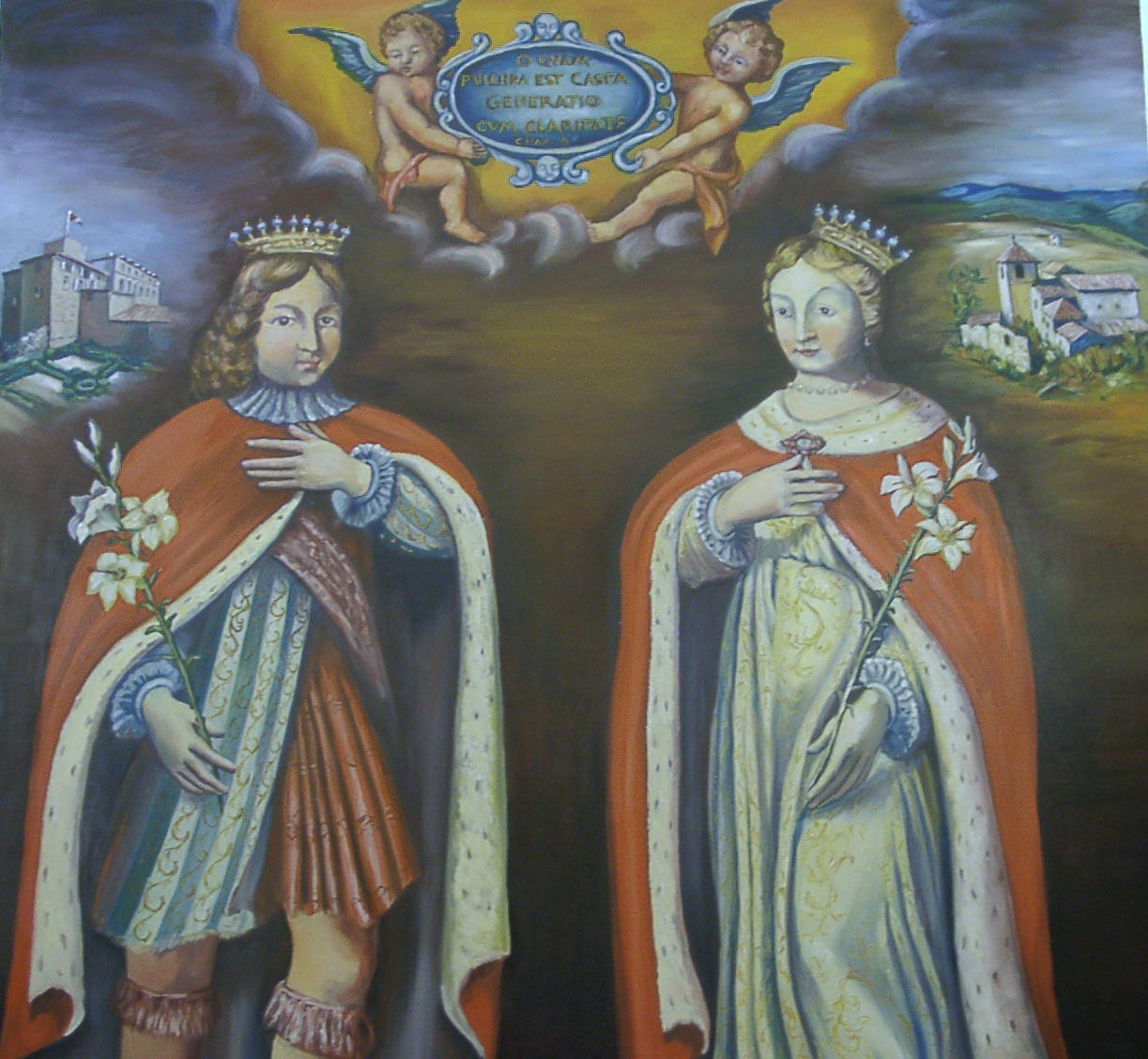
Sant'Elzeario e Beata Delfina, conti e compatroni di Ariano, venerati anche nella natia Provenza

Dopo aver patito gravi danni a causa del terremoto del 1349, ai primi del Quattrocento la città risente della dura lotta tra Angioini e Aragonesi per il possesso del regno di Napoli. Nel 1417 la contea passa a Francesco Sforza, condottiero e futuro duca di Milano, mentre nel 1440 è concessa da re Alfonso al gran siniscalco Innico de Guevara, distintosi come uno dei suoi migliori generali durante la conquista del regno.
Unitamente al resto del reame la città è poi devastata dal terremoto del 1456 e dalla peste del 1458; ciò accade quasi nel mezzo del dominio aragonese che durerà fino al 1485 quando Pietro, figlio di Innico, perde la contea a seguito della sua partecipazione alla congiura dei baroni. La città rientra quindi nel demanio rimanendovi per un decennio.

### Età moderna

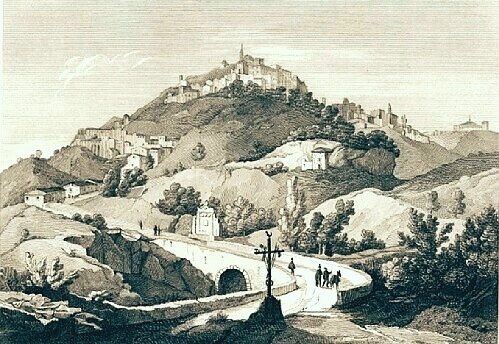
Antica raffigurazione della città; in primo piano la strada regia delle Puglie proveniente dall'allora capitale Napoli.

Nel 1495 la contea è acquisita da Alberico Carafa, il quale tre anni più tardi otterrà da re Ferdinando II di Napoli il titolo ducale. La congiuntura è però sfavorevole poiché la città, a causa della sua posizione strategica, si ritrova coinvolta nelle grandi guerre d'Italia tra Francia, Spagna e Sacro Romano Impero. Sia pur intervallate da fragili tregue (funestate peraltro dal sisma del 1517 e dalla peste del 1528), le varie battaglie si protrarranno per vari decenni con danni immensi sia nella cinta urbana (ove perfino le campane delle chiese vengono fuse per ricavarne armi) sia nelle campagne (laddove si abbattono olivi e altri alberi per ricavare il legname necessario ad alimentare le fonderie); perdipiù nel 1528 la cittadinanza è punita dagli imperiali per la sua presunta indole filo-francese e costretta a subire un saccheggio. A seguito di tali eventi infausti la città ottiene, quale forma di ristoro, il real privilegio dell'istituzione di diverse fiere annuali da tenersi in perpetuo.
Fin dal 1532 il ducato di Ariano era intanto passato dai Carafa ai Gonzaga e da costoro (nel 1577) ai Gesualdo. Ma il regime feudale volge ormai al termine: seppur a prezzo di gravi sacrifici, il 2 agosto 1585 Ariano si riscatta, è reintegrata nel demanio e diventa città regia (l'unica in tutto il Principato Ultra) venendo così a dipendere direttamente dai viceré di Napoli. La crescita demografica, assai intensa già al tempo dei Gonzaga, si protrae ancora per molti lustri: nel 1622 Ariano è di gran lunga la più popolosa tra le comunità del Principato Ultra con i suoi 1.899 fuochi (a quel tempo Avellino, non ancora capoluogo, contava soltanto 516 fuochi).

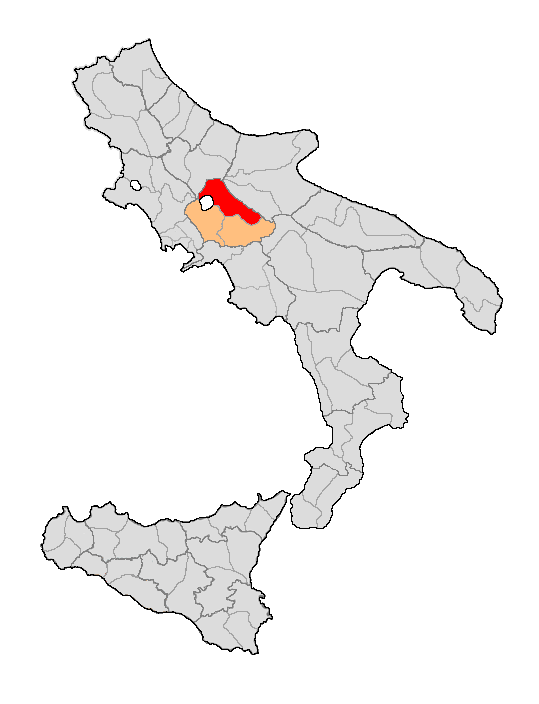
Il distretto di Ariano all'interno della provincia di Principato Ultra, nel regno delle Due Sicilie

Nel 1639 si apre una lunga vertenza giudiziaria poiché la città, benché demaniale, è infeudata al duca Carlo Antonio Guevara di Bovino; il verdetto del supremo consiglio d'Italia, favorevole alla cittadinanza, giungerà solo ventitré anni più tardi. Nel 1647-48 la popolazione si oppone energicamente ai moti di Masaniello, ma finisce per subire l'assedio e il saccheggio ad opera dei ribelli napoletani per aver bloccato il transito del grano a loro destinato dalla Puglia.
Una tragedia ben più devastante si profila però all'orizzonte: è la peste del 1656, che decima la popolazione con la scomparsa di interi villaggi (tra cui il borgo di Corsano, ricompreso nella diocesi di Ariano); come se non bastasse, nel volgere di pochi decenni si innesca una grave crisi sismica: al terremoto del Sannio del 1688 fanno seguito il terremoto della Basilicata del 1694, il terremoto di Benevento del 1702 e il disastroso terremoto dell'Irpinia del 1732. Tuttavia la città, situata sul punto di valico dell'appena rimodernata strada regia delle Puglie, riassume presto un ruolo nodale divenendo sede nel 1743-46 del regio consolato di commercio (la cui giurisdizione si estende su 64 comuni) e dal 1806 del distretto di Ariano; ha inizio così una nuova fase di lento ma progressivo incremento demografico. Larga parte della popolazione rimane comunque fedele ai Borbone, opponendosi ai moti del risorgimento ma ricadendo poi nella piaga del brigantaggio.

### Età contemporanea

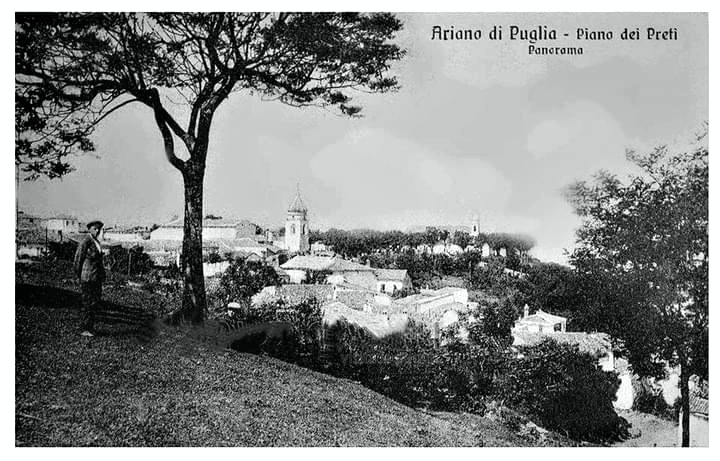
Una foto d'epoca ritraente l'antico borgo della Guardia osservato dal piano dei Preti (in villa comunale, alle falde settentrionali del castello normanno). Sullo sfondo, il colle del Calvario sormontato dall'omonima chiesetta (distrutta dal sisma del 1962 e sostituita dal moderno palazzo di Giustizia).

In epoca post-unitaria la città è sede del circondario di Ariano di Puglia, poi soppresso nel 1926; pochi anni più tardi, nel 1930, il territorio è colpito dal terremoto del Vulture. Durante la seconda guerra mondiale, allorquando in periferia è allestito un campo d'internamento fascista, i bombardamenti alleati martellano finanche la stazione ferroviaria; ma nel dopoguerra la popolazione raggiunge il suo massimo storico. Danneggiata poi dal sisma del 1962 (fortunatamente preceduto da una scossa premonitrice), la città risente infine del terremoto del 1980 che provoca, tra l'altro, il crollo del campanile della cattedrale nella piazza antistante (benché nessuno tra i numerosi passanti rimanga travolto). In risposta a tali eventi infausti si registra una progressiva espansione urbana lungo i versanti periferici, non accompagnata però da una ricrescita demografica.

### Simboli
Lo stemma comunale e il gonfalone sono stati riconosciuti con decreto del presidente della Repubblica del 12 giugno 1984.
Il gonfalone è un drappo partito di verde e di bianco.

## Monumenti e luoghi d'interesse

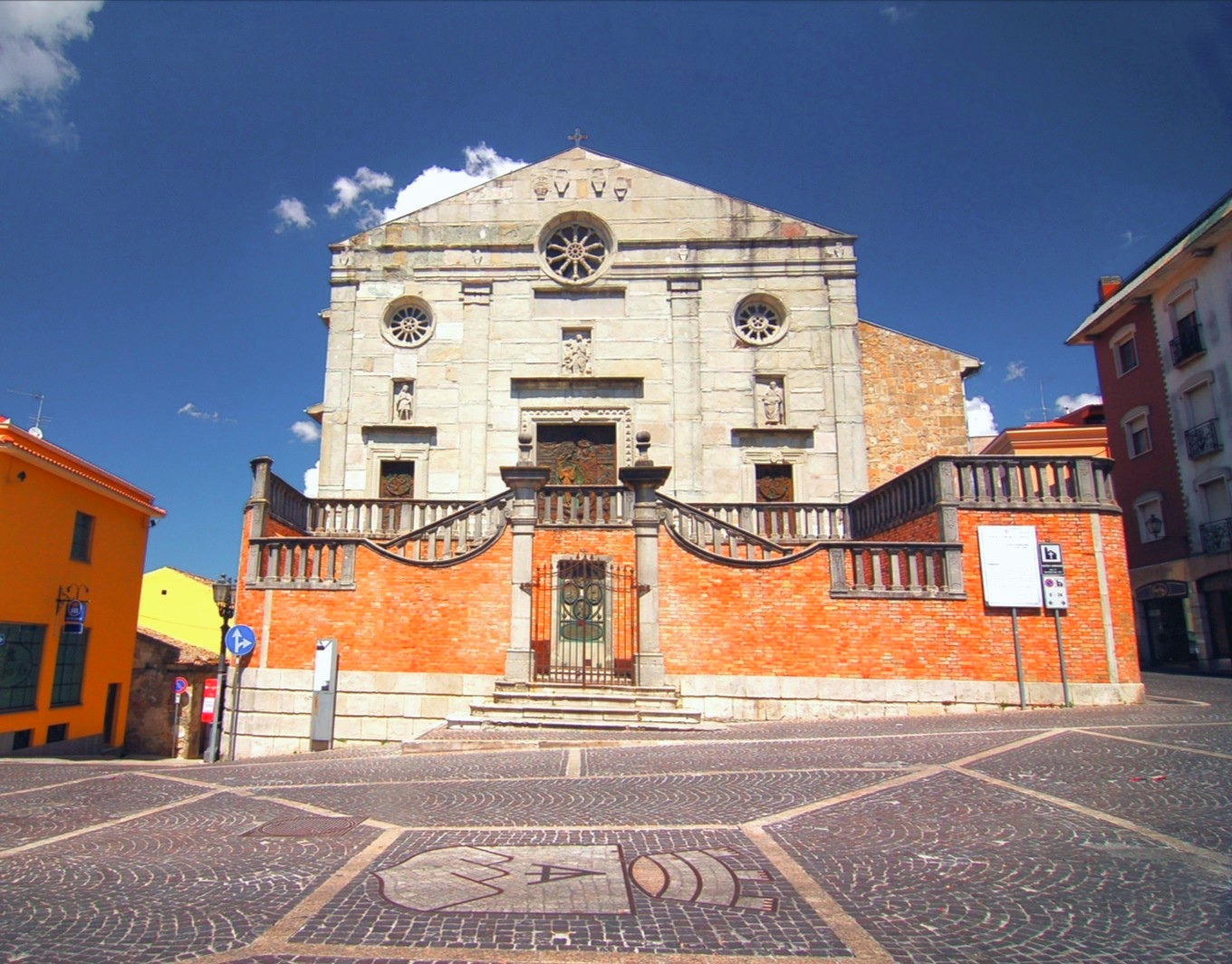
La facciata cinquecentesca della basilica cattedrale

### Architetture religiose
Cattedrale di Santa Maria Assunta
Edificata sui ruderi di un antico tempio pagano, la basilica cattedrale è dedicata alla Madonna dell'Assunta (titolare), a sant'Ottone Frangipane (protettore) e a sant'Elzeario da Sabrano (compatrono), le cui statue troneggiano sui portali, mentre gli interni sono ricchi di opere d'arte di varia epoca. Riconosciuta fin dal 1940 quale monumento nazionale, nel 1984 ottenne da papa Giovanni Paolo II il titolo di basilica minore.
Chiesa di San Michele Arcangelo
Di fondazione longobarda (attestata fin dal X secolo), fu danneggiata dal terremoto del 1456 e infine ricostruita dopo il sisma del 1732; il portale d'ingresso in pietra è infatti del 1747. All'interno si ammira una statua lignea dell'arcangelo Michele.
Chiesa e convento di San Francesco Saverio
Sorta nel sito dell'ospedale per i pellegrini e gli infermi (trasferito fin dal 1731 in un edificio adiacente), è curata dalle suore oblate di San Francesco Saverio. All'interno si ammirano un bassorilievo del protettore sant'Ottone e una statua del patrono dei pellegrini san Giacomo; il portale del convento era una delle antiche porte cittadine.
Chiesa e convento di Sant'Anna
Situata a tergo del municipio e custodita dalle suore dello Spirito Santo, conserva due altari del Seicento nonché il sepolcro di Giuseppina Arcucci, fondatrice della congregazione.
Chiesetta di Sant'Andrea
Adiacente al palazzo della Duchessa, a breve distanza dalla centrale piazza Plebiscito, risale al Quattrocento.
Chiesa di Sant'Agostino
Sorta presso l'antico seggio di Piazza Ferrara, custodisce un altare della Consolazione del Cinquecento, sovrastato da un arco in pietra grigia di Roseto adornato da fregi e sculture simboliche.
Croce longobarda
Collocata alle falde meridionali del castello di Ariano, consiste in un'austera croce lapidea in stile longobardo infissa su una colonna in marmo cipollino di epoca classica. Sia pur nella sua semplicità costituisce il più antico monumento cittadino conservatosi intatto.
Chiesa di San Pietro alla Guardia

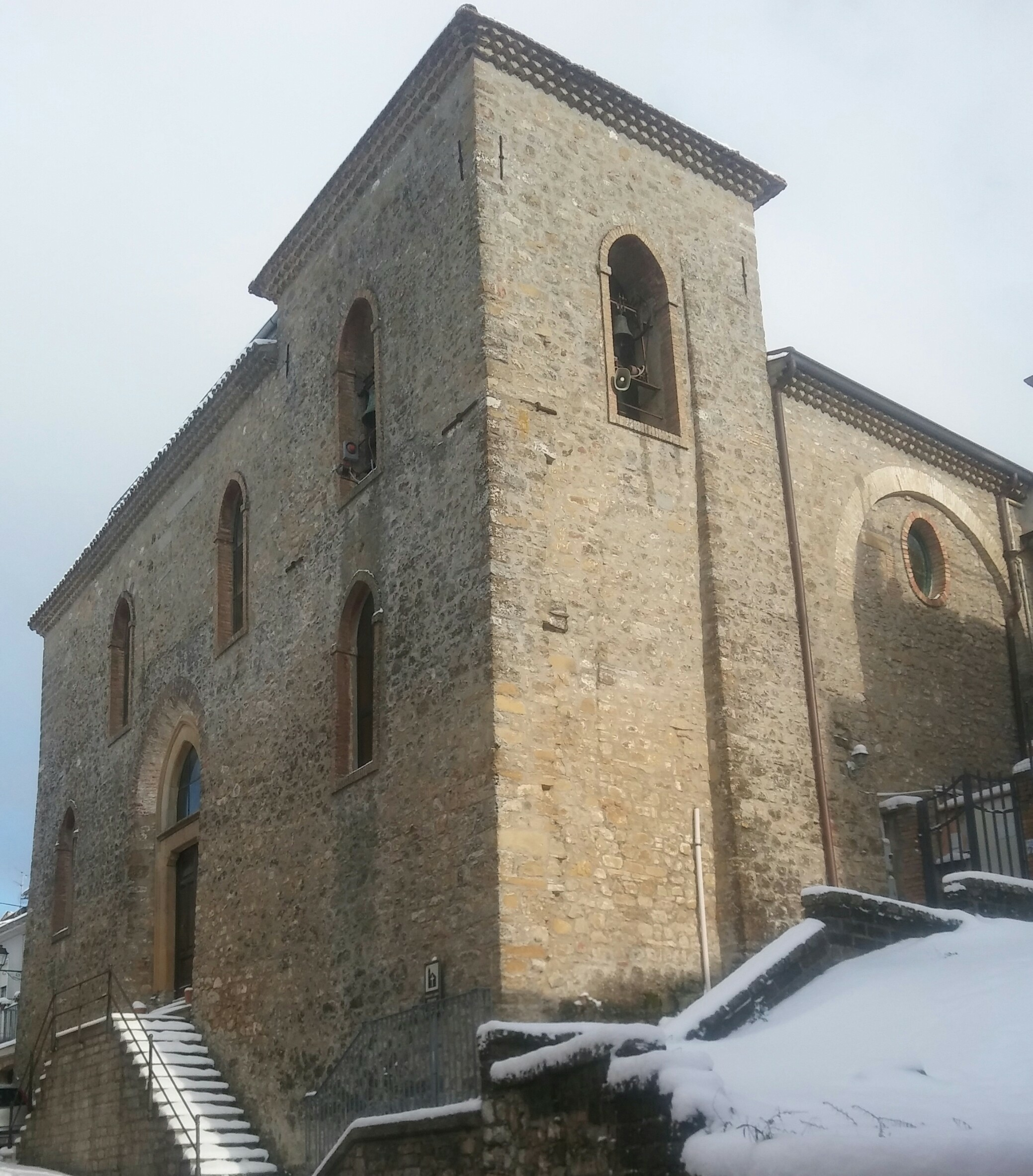
San Pietro alla Guardia

Ubicata nello storico rione Guardia, è attestata fin dal 1270 ma fu riedificata dopo il terremoto del 1456; i suoi portali risalgono infatti al 1459. Notevoli soprattutto la facciata in stile tardo-gotico e l'altare quattrocentesco.
Chiesa di San Giovanni Battista
Sorta sul punto di valico della strada regia delle Puglie (poi via nazionale delle Puglie), fu ricostruita dopo il terremoto del 1732 ma conserva un antico fonte battesimale a forma di calice.
Chiesa della Madonna del Carmine
Edificata nel 1688 lungo la stessa strada regia, grazie alla pregevolezza delle sue finiture poté fregiarsi del regio patrocinio fin dal 1696.
Chiesa di San Pietro de' Reclusis
Sita nel rione omonimo alle falde del centro storico, custodisce affreschi del Cinquecento. In adiacenza, all'ombra di un tiglio secolare, vi è l'eremo in cui trascorse gli ultimi anni della sua vita Ottone Frangipane, il santo patrono cui è intitolato il vicino Ospedale civile.
Chiesetta del Crocifisso
Ubicata lungo il sentiero che conduceva all'eremo di sant'Ottone, fu edificata a seguito di un evento miracoloso attribuito a tale santo.
Grotta di Santa Maria di Lourdes
Fedele imitazione della celebre grotta di Massabielle, si apre direttamente sulla strada nazionale delle Puglie. Venne consacrata nel 1922.
Chiesetta di Santa Maria del Loreto

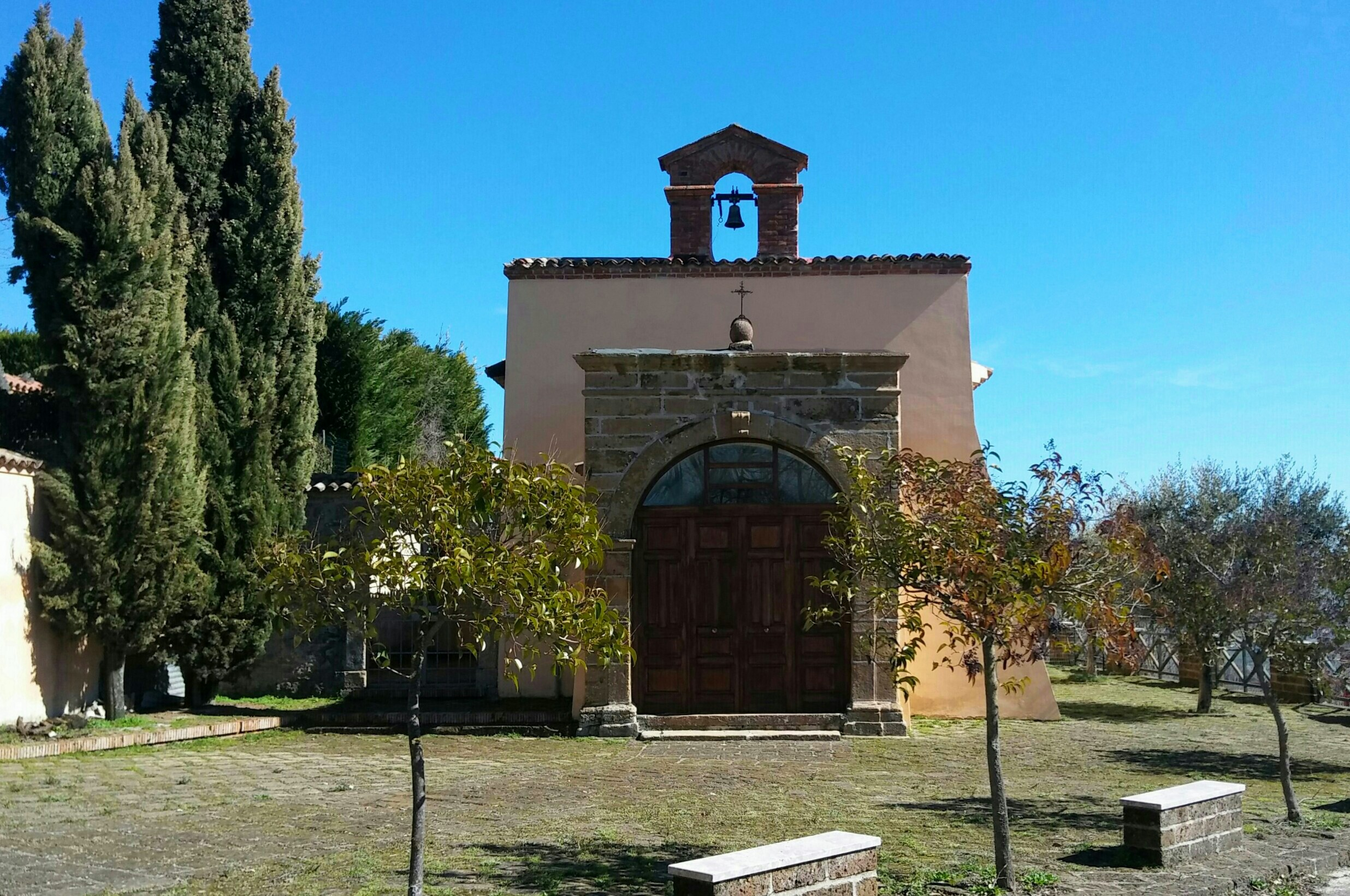
La chiesetta del Loreto

Occupa un ampio terrazzo naturale a valle del Castello. Più volte rimaneggiata, la si trova già citata (con annessi una camera e un horto) in un inventario consegnato nel 1517 all'allora vescovo Diomede Carafa.
Chiesetta dei Martiri
Edificata nel Cinquecento nell'omonima località periferica, mostra sul portale l'effigie del suddetto vescovo (poi cardinale) Carafa.
Santuario di Valleluogo
Sorge sul luogo di un'antica apparizione mariana, presso uno storico mulino. Immerso in una vallata ricca di acque e di alberi secolari, divenne meta di pellegrinaggi già nel tardo medioevo.
Santuario di San Liberatore
Ubicato su un poggio rivestito da oliveti, è da molti secoli frequentato da fedeli devoti a san Liberatore, come si evince dalla mole di ex-voto stipati nei suoi locali. Ricostruito dopo il sisma del 1962, è sormontato da un'alta torre campanaria.

### Architetture militari
Castello

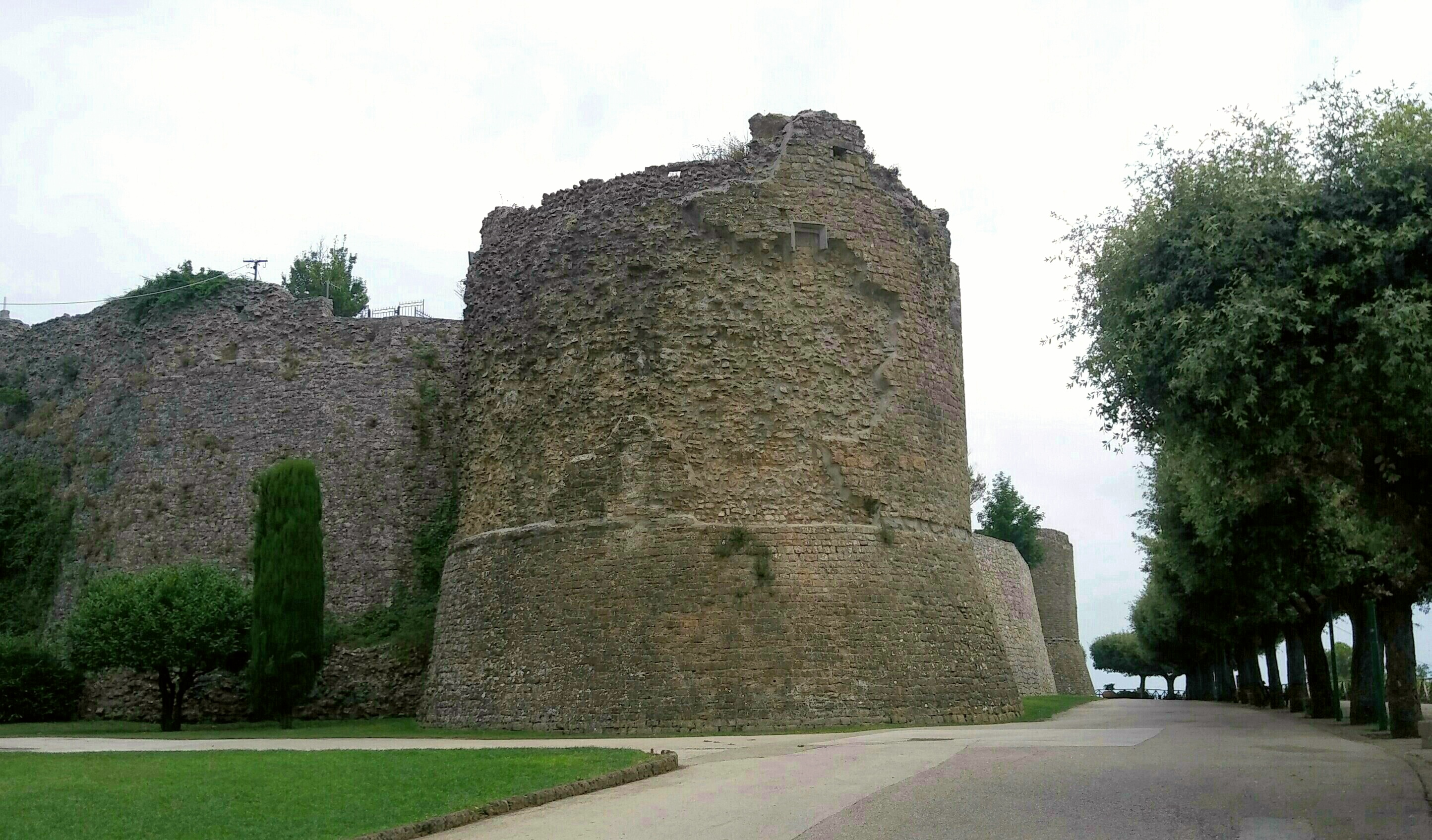
Veduta parziale del maniero

Sorge sulla vetta dell'omonimo colle, nel punto più alto e panoramico del territorio cittadino. Già esistente in epoca longobarda, fu riedificato dai Normanni e quindi ristrutturato dagli Angioini e, successivamente, dagli Aragonesi. Abbandonato definitivamente al termine delle grandi guerre d'Italia del XVI secolo, fu poi parzialmente restaurato all'alba del III millennio. Intorno al complesso si estende l'ampia villa comunale.
Torrette
Nel settore nord-est dell'agro comunale, lungo l'alta valle del Cervaro, si ergono tre torri d'avvistamento di epoca medievale:
- la Torre delle Ciàvole, a mezza costa tra il pianoro della Difesa e la stazione di Pianerottolo, è quella meglio conservata in quanto riutilizzata a lungo come masseria (ciàvola in dialetto arianese significa "corvo");
- la Torretta di Camporeale, ubicata sull'omonimo altipiano ai margini orientali della sella di Ariano, venne pure trasformata in masseria ma presto fu abbandonata;
- la Torre de li Pizzi, situata presso il tratturo Pescasseroli-Candela, lungo la direttrice che conduce al borgo medievale di Zungoli, si conserva in forma di rudere su una duplice altura boscosa a strapiombo sul fiume Cervaro (pizzo equivale a "cocuzzolo").

Una quarta torretta (la Torre d'Amandi) era posta a controllo della valle dell'Ufita, ma fu rasa al suolo nel 1767 su ordine di re Ferdinando IV di Napoli in quanto divenuta covo di briganti che assalivano la sottostante strada regia delle Puglie, frequentata dallo stesso sovrano quando si recava a caccia nel vallo di Bovino.

### Architetture civili

#### Palazzi storici

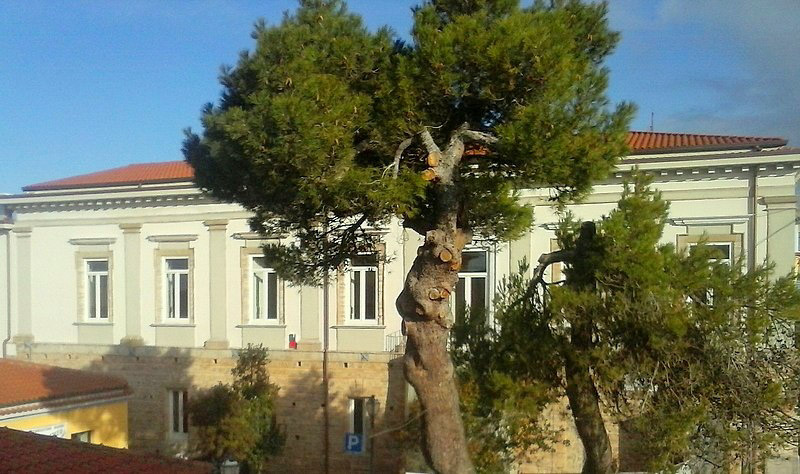
Palazzo Bevere-Gambacorta
Situato presso il Centro pastorale diocesano San Francesco d'Assisi, risale agli inizi del Settecento. Sede accademica del consorzio universitario Biogem, dal 2023 accoglie inoltre il Museo della civiltà normanna.
Palazzo San Giacomo
Ubicato nello storico rione Tranesi che per secoli ha ospitato le fornaci della maiolica arianese, fu sede dell'Ospedale civile tra il Settecento e il Novecento; dal 2015 costituisce il polo didattico-scientifico del Museo civico della ceramica.
Palazzo Forte
Di antica origine, ma poi ampliato e rimodernato tra il Seicento e il Settecento, accolse la sottoprefettura di Ariano di Puglia fino al 1926. A partire dal 1991 è adibito a sede del Museo civico della ceramica, mentre il livello inferiore custodisce i reperti del Museo archeologico.
Palazzo de Piano-Aliperta

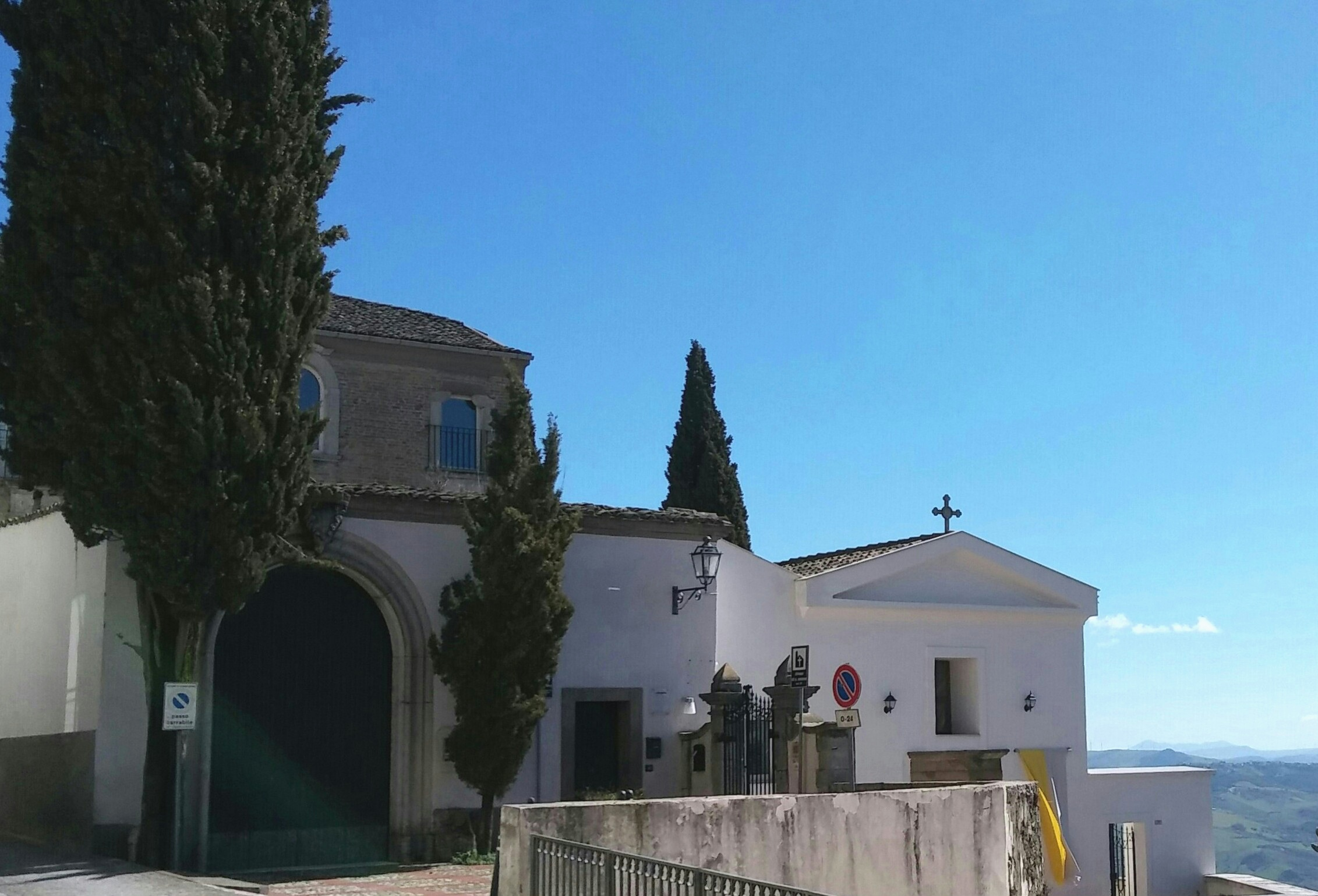
Uno scorcio del palazzo della Duchessa con l'attigua chiesetta di Sant'Andrea

Noto come Palazzo della Duchessa, sorse lungo via Rodolfo d'Afflitto probabilmente nel medioevo come casa-torre; ristrutturato nel Cinquecento, fu poi ampliato nel Settecento.
Palazzo Vitoli-Cozzo
Attiguo all'auditorium comunale, risale al Settecento. In adiacenza vi è la cappella di Sant'Antonio di Padova, eretta nel 1731.
Palazzo Anzani-Renzulli
Sorto nel Seicento lungo via Donato Anzani, tale edificio fortificato ingloba un tratto delle antiche mura cittadine.

#### Fontane
Monumentali sono le règie fontane, edificate nel 1608 a beneficio dei viandanti lungo la strada regia delle Puglie e poi restaurate e abbellite nel 1757 per volontà di re Carlo III di Borbone. Nell'ambito del territorio comunale se ne ammirano quattro: il càrpino della Pila (càrpino in dialetto arianese significa "abbeveratoio"), la fontana della Maddalena, il càrpino della Tetta (prossimo alla più antica fontana della Tetta) e la fontana di Camporeale-Pontegonnella.
Ben diverso è invece lo stile architettonico delle antiche fontane rurali, spesso in pietra grezza, meno elevate e solitamente coperte; un esempio tra i tanti è dato dalla cinquecentesca fontana del Brecceto, situata lungo la via che conduce al santuario di San Liberatore.

#### Masserie
Tali maestose strutture architettoniche rurali furono edificate in epoca rinascimentale utilizzando il pietrame estratto dalle cave locali o recuperato dai ruderi dei preesistenti casali medievali. Le masserie più imponenti sorgono sugli altipiani che si estendono nel settore nord dell'agro comunale:
- Falceta, a prevalente destinazione zootecnica, presso il tratturello Camporeale-Foggia[84];
- Montefalco, lungo il medesimo tratturello, alle falde di un'antica cava di pietre[89];
- Chiuppo de Bruno, prese il posto del casale San Donato la cui cappella è tuttora visibile[90];
- La Sprinia, lungo la medievale via Francigena che conduceva ai porti d'imbarco verso la Terrasanta[84];
- Sant'Eleuterio, sorta al posto di un casale omonimo che, a sua volta, era situato presso il vicus romano di Aequum Tuticum[89].

Agli inizi del III millennio l'intera area, già in parte vincolata dalla soprintendenza archeologica di Salerno-Avellino, è stata posta definitivamente sotto tutela.

#### Taverne
In quanto collocata lungo la strada regia delle Puglie, la città contava in passato un gran numero di taverne. Le strutture tuttora riconoscibili, ubicate appunto lungo la direttrice per la Puglia, sono la taverna del Turco, la taverna Vitoli e la taverna delle Monache.

### Parchi e spazi aperti
Villa comunale

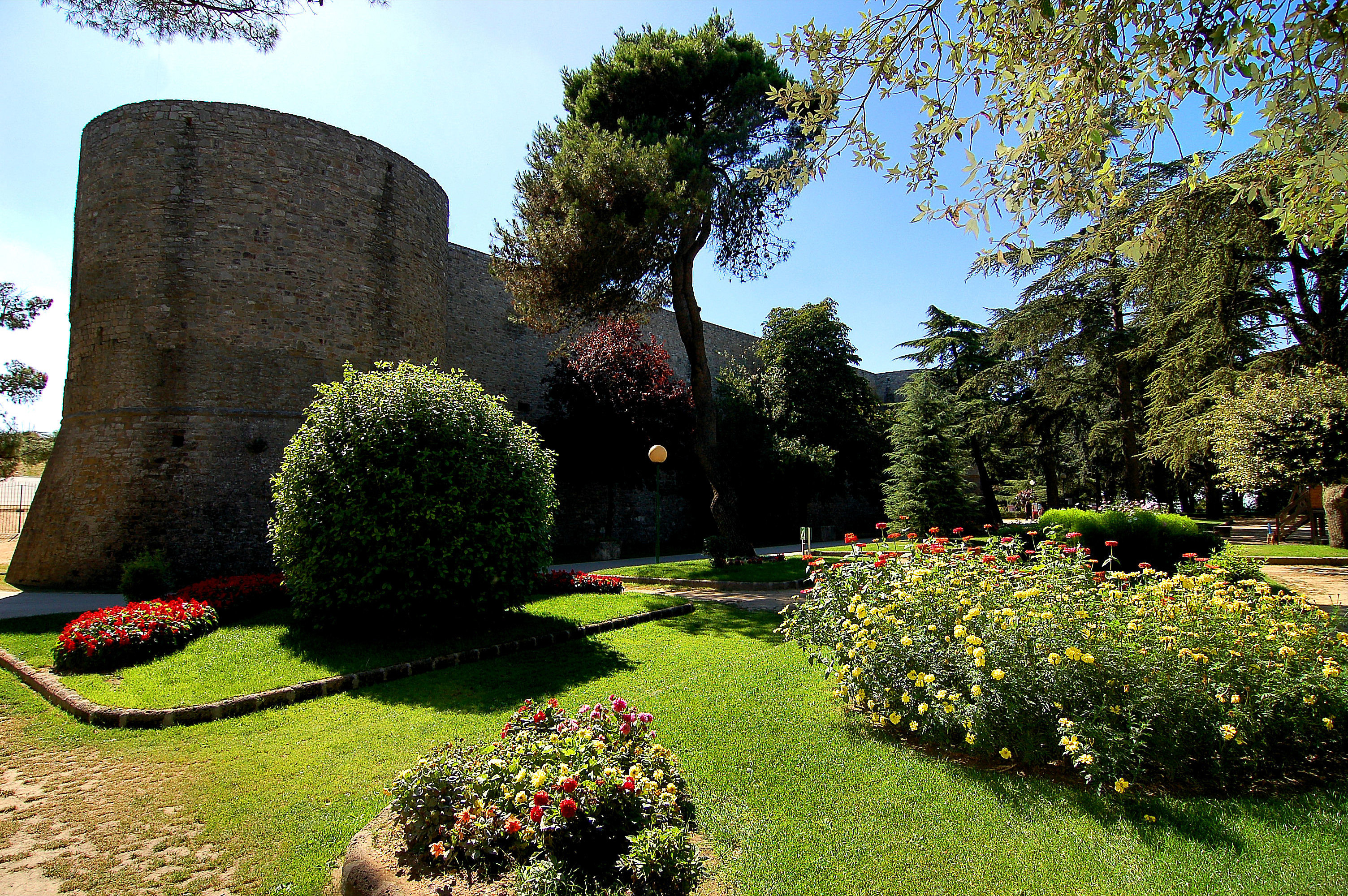
La villa comunale, il giardino del castello

Realizzata nel 1876 tutt'attorno al castello normanno, tale area verde si estende in altura su circa 40000 m² tra prati, fiori, siepi e alberi d'alto fusto. Sovente innevata d'inverno, si caratterizza per le sue ampie vedute panoramiche.
Boschetto Pàsteni
Trattasi di un bosco d'alto fusto a vegetazione mista (conifere e latifoglie) situato sul versante nord del centro storico e dotato di tavoli per pic-nic e di un'area attrezzata per sgambamento cani.
Viale Russo-Anzani
Tale tracciato percorre il perimetro delle antiche mura cittadine, parte delle quali sono tuttora visibili. Già dimora del poeta Girolamo Angeriano, il viale si dilunga in zona aperta e soleggiata con esposizione a levante.
Costone Tranesi
Contornato da muraglioni in pietra viva lungo una rupe esposta a ponente, il costone conserva i resti delle antiche fornaci della ceramica arianese ed offre inoltre una vasta veduta incentrata sulla "Dormiente" del Taburno, una dorsale appenninica detta così per il suo caratteristico profilo muliebre.
Belvedere Calvario
Esteso sull'omonimo colle in adiacenza al palazzo di Giustizia, tale terrazzo consente una profonda visuale estesa fino al lontano Appennino centrale. Anticamente vi sorgeva una chiesa, distrutta dal terremoto dell'Irpinia del 1962.

### Itinerari storico-culturali
Via Francigena

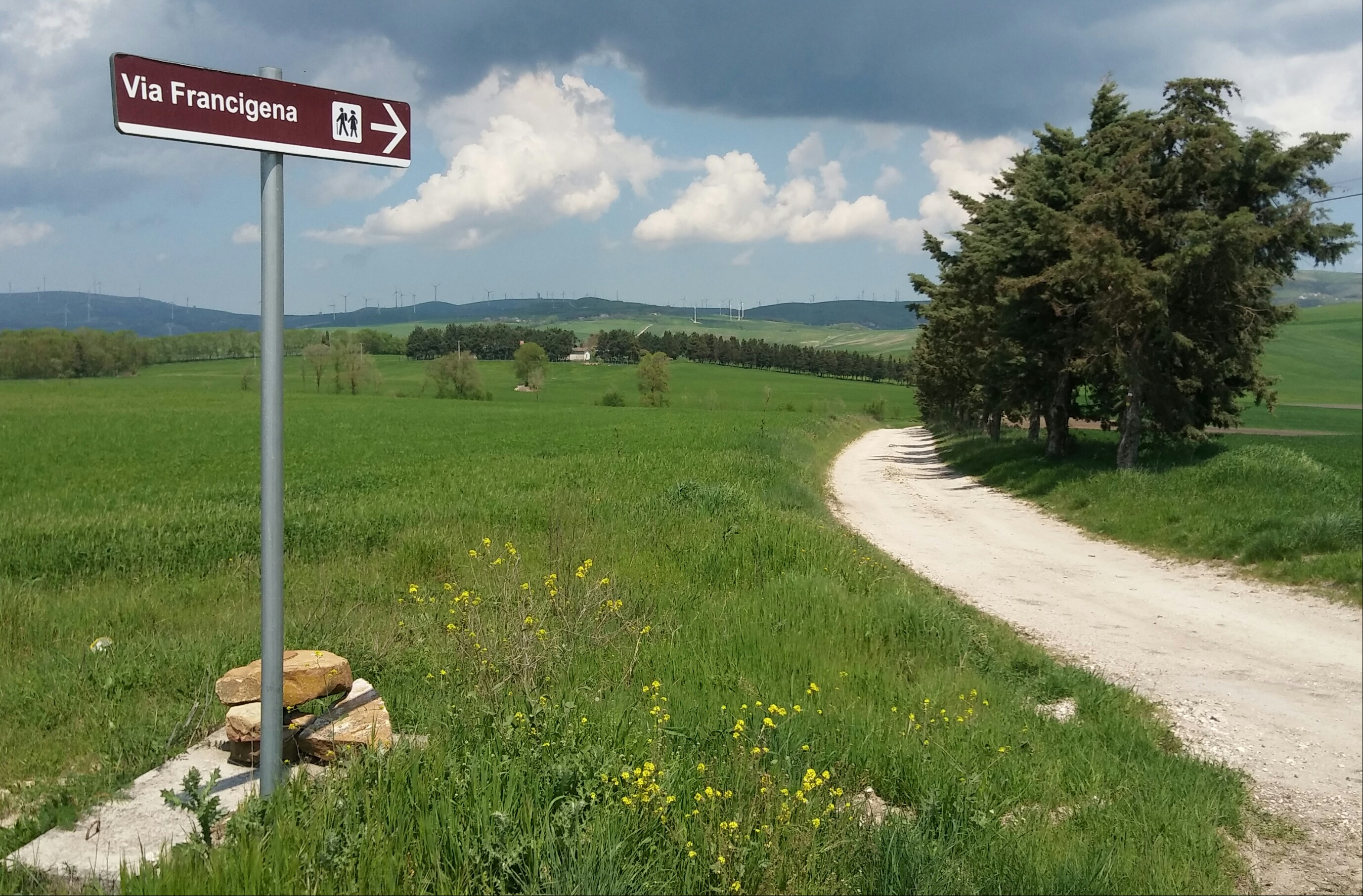
La via Francigena in direzione Puglia sull'altipiano de La Sprinia

Già in uso presso i Longobardi per recarsi al santuario di San Michele Arcangelo sul Gargano, ripercorre il tracciato dell'antica via Traiana che, a differenza di altre strade romane (quali la via Appia, la via Aemilia e la via Herculia), rimase in esercizio fino alle soglie dell'era moderna. Attestata come via Francigena fin dal 1024, era percorsa da frotte di pellegrini e crociati europei diretti in Terrasanta. Il tracciato interseca l'agro arianese nel tratto compreso tra il fiume Miscano (ove emergono pochi resti del ponte romano della Malvizza, detto ponte del Diavolo nell'atlante geografico del regno di Napoli) e la linea spartiacque appenninica oltre la quale vi era il castello di Crepacuore, presidio dei cavalieri gerosolimitani. Il tragitto è in gran parte ripreso dall'itinerario ciclistico EuroVelo 5.
Strada regia delle Puglie
Ideata nel Cinquecento da re Filippo II d'Asburgo, collegava Napoli (capitale del regno) alle province di Capitanata e Terra di Bari. Buona parte del suo tracciato corrisponde al percorso della moderna strada statale 90 delle Puglie, tuttavia la strada règia lambiva direttamente il centro storico, passando dinanzi alle chiese della Madonna del Carmine e di San Giovanni Battista; quest'ultima sorge anzi in corrispondenza del passo di Ariano, il punto più elevato in altitudine dell'intera strada (ribattezzata via Nazionale in epoca post-unitaria). Lungo il tragitto si ammirano diverse cappelle, taverne e fontane.
Tratturo Pescasseroli-Candela
Tale pista erbosa attraversa le vaste lande a nord-est del centro abitato ed è legata fin dall'antichità alla transumanza di greggi dall'Abruzzo alla Puglia, tanto da essere soprannominata la “via della lana”. Il tratto meglio conservato, nel mezzo dell'altipiano di Camporeale, è meta di escursionisti a piedi, in bici e a cavallo.
Tratturello Camporeale-Foggia
Una diramazione del tratturo dal pianoro di Camporeale si dirige dapprima alle Tre Fontane di Greci (ove sorge la prima di una serie di taverne) per poi varcare i monti della Daunia e penetrare quindi nel Tavoliere delle Puglie fino a raggiungere Foggia, sede della regia dogana della mena delle pecore.

### Siti archeologici

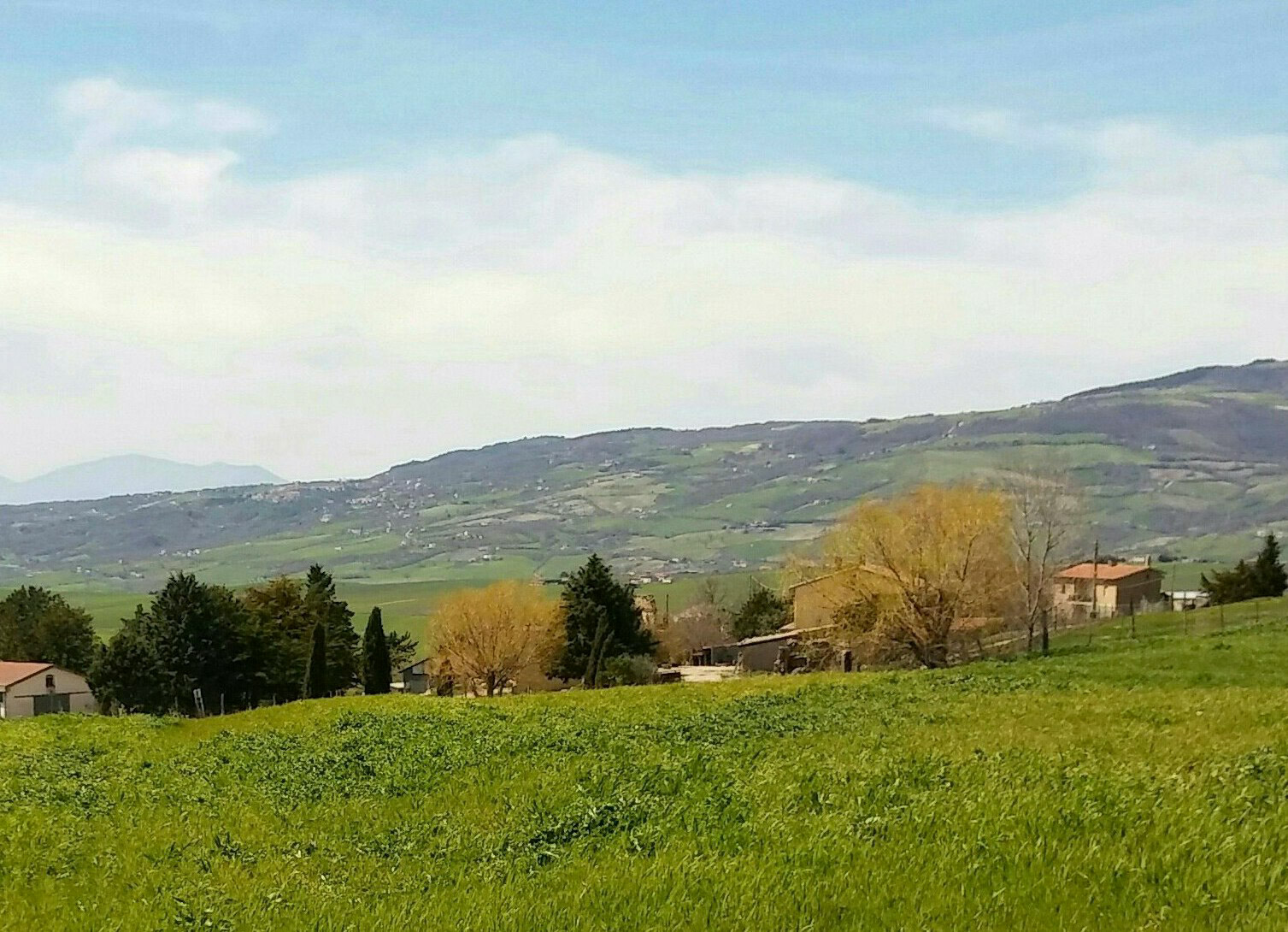
La valle del Miscano, ricca di eminenze archeologiche. In primo piano la contrada Sant'Eleuterio.

Il territorio comunale vanta due siti archeologici, entrambi ubicati nella valle del Miscano circa 10 km a nord del centro cittadino. Gran parte dei reperti rinvenuti sono esposti nel Museo archeologico.
La Starza
Sorta presso una rupe gessosa, consiste nel più antico insediamento preistorico neolitico in Campania. I resti stratificati attestano un'occupazione plurimillenaria, dal neolitico inferiore (VI millennio a.C.) all'età del bronzo (in tale fase il sito fu anche fortificato), fino all'abbandono avvenuto a ridosso dell'età del ferro (900 a.C.).
Aequum Tuticum
Le vestigia di tale 
vicus, risalente al tempo degli antichi Romani, emergono dal vasto pianoro di Sant'Eleuterio. Gli scavi hanno portato alla luce un abitato sviluppatosi entro il I secolo a.C. e divenuto poi, in epoca imperiale, un rilevante snodo viario, quindi progressivamente decaduto sul finire dell'età antica.

## Società

### Evoluzione demografica
Abitanti censiti

### Etnie e minoranze straniere
L'Istituto nazionale di statistica rilevava, al 31 dicembre 2023, una popolazione straniera residente di 398 unità, pari all'1,9% del totale. Di seguito si elencano le nazionalità maggiormente rappresentate:
1. Romania: 100
2. Ucraina: 53
3. Albania: 30
4. Marocco: 23

### Lingue e dialetti
Nell'ambito del territorio comunale accanto alla lingua italiana è in uso una particolare varietà del dialetto irpino.

### Religione

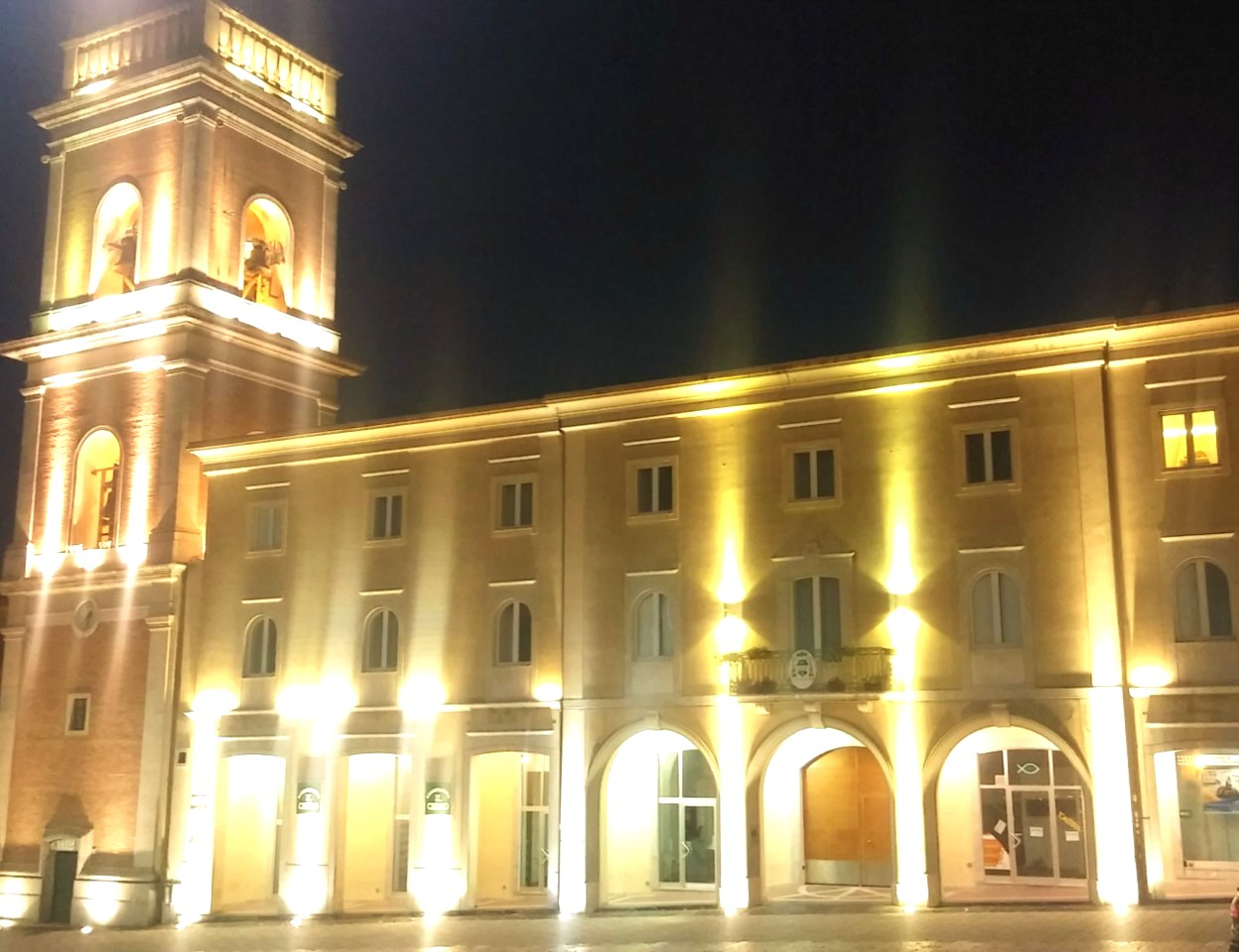
Il palazzo episcopale dominato dal campanile della cattedrale

La città è sede della diocesi di Ariano Irpino-Lacedonia nell'ambito della regione ecclesiastica Campania. Il territorio comunale è ricompreso nella forania di Ariano.

### Tradizioni e folclore
Le Sacre Spine
Una lunga tradizione storica tramanda che nella seconda metà del XIII secolo re Carlo I d'Angiò donò due Sacre Spine della corona di Cristo ai superstiti della strage a tradimento compiuta dai Saraceni nel 1255, quale riconoscimento alle vittime del martirio; le reliquie sono tuttora custodite nel museo degli argenti. In ricordo di quegli eventi memorabili si tiene annualmente (nei giorni 11-12-13 agosto) una rievocazione storica del dono delle Sacre Spine, inserita nell'ampio programma agostano "Estate Arianese".
Le Grandi Fiere
Nel 1567, al termine delle devastanti guerre d'Italia del XVI secolo, la cittadinanza presentò una supplica al re Filippo II di Spagna affinché concedesse l'istituzione di diverse fiere popolari. A seguito di numerose istanze la domanda fu infine accolta, ma il numero e le date delle fiere subirono alcune variazioni nel corso del tempo. Tra il Seicento e l'Ottocento se ne svolgevano cinque, in occasione di varie ricorrenze religiose (una delle cinque, la fiera patronale di sant'Oto, aveva origini ancor più antiche e godeva di speciali prerogative). Tale cadenza si rivelò presto inadeguata, anche perché in certe annate la concomitanza della settimana santa impediva lo svolgimento della fiera patronale (poi definitivamente soppressa). Pertanto nel corso del Novecento il numero delle fiere annuali fu elevato a sette, da tenersi nelle seguenti giornate: domenica delle Palme, domenica in Albis, seconda domenica di maggio (Madonna di Fatima), 13 giugno (sant'Antonio di Padova), 16 luglio (Madonna del Carmine), ultima domenica di luglio o prima domenica di agosto (santa Maria dei Martiri), 1º novembre (Ognissanti), cui si aggiunge il tradizionale mercato settimanale del mercoledì (anch'esso già operativo nel XVI secolo).

### Istituzioni, enti e associazioni
Ospedale Sant'Ottone Frangipane

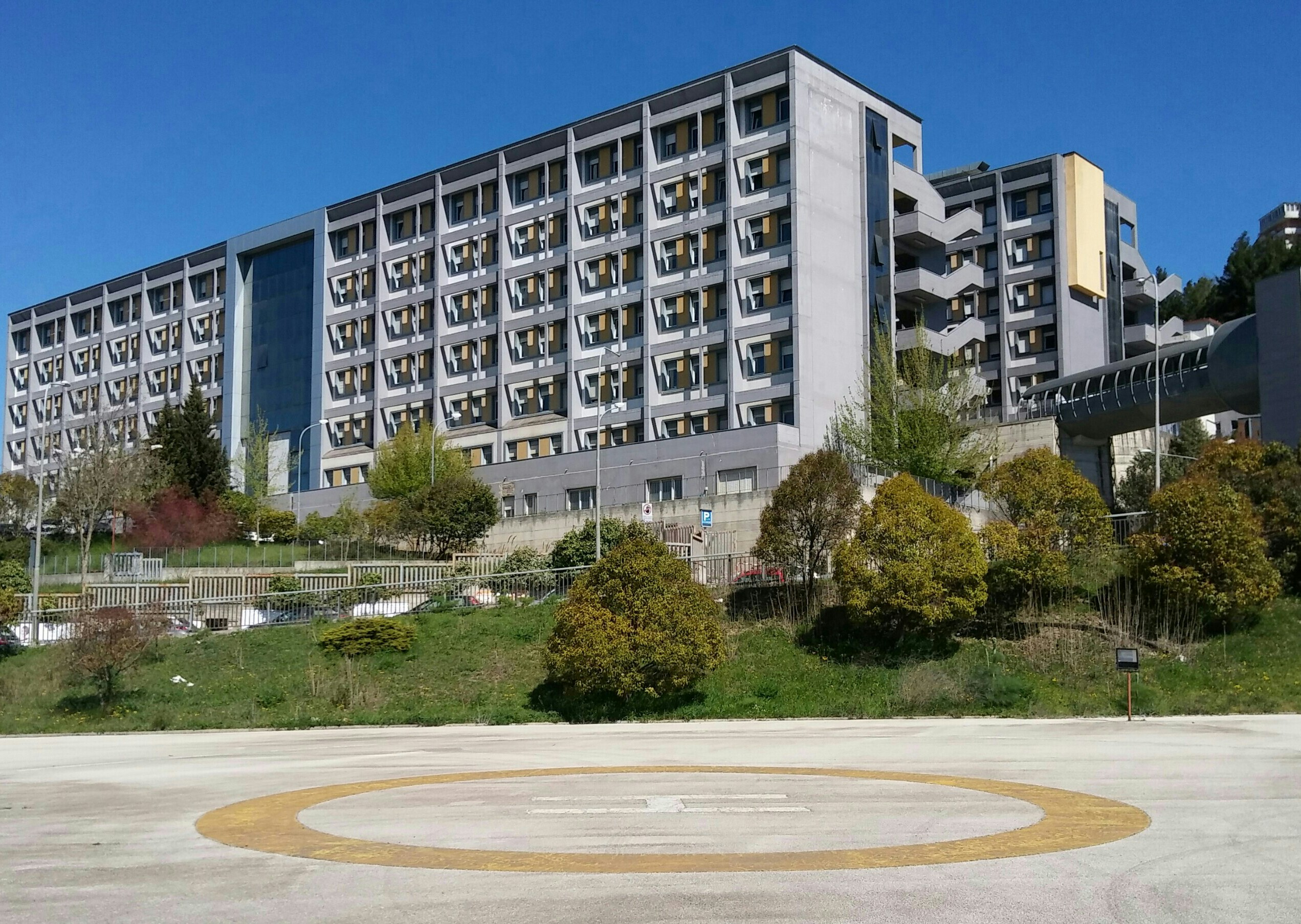
Veduta parziale dell'area ospedaliera. In primo piano, l'elisuperficie.

L'ospedale civile fu fondato nel 1410 e, come tutte le analoghe strutture dell'epoca, accoglieva inizialmente sia gli infermi che i pellegrini. Trasferito in una sede attigua nel 1731, il nosocomio nel corso del Novecento fu interamente ricostruito poco più a valle, in prossimità dell'eremo del santo patrono Ottone Frangipane.
Istituto di Assistenza Capezzuto
Tale struttura, specializzata nell'assistenza geriatrica e realizzata grazie ai lasciti raccolti da Francesco Capezzuto (vescovo di Ariano dal 1838 al 1855) cui è intitolata, sorse nel 1873 e fin dal 1891 occupa la sede attuale, nel centro storico.
Fondazione Mainieri
Sorta come orfanotrofio grazie ai lasciti del benefattore Vincenzo Mainieri (nato in Ariano nel 1853), l'istituzione si occupa della formazione alle persone diversabili. È ente morale fin dal 1950.
Centro Minerva
Fondata nel 1982 in un'area verde alle porte della città, tale struttura sanitaria è specializzata nel settore riabilitativo.
Silenziosi operai della Croce
Si tratta di un'associazione internazionale di fedeli la cui casa madre è sita presso il santuario della Madonna di Valleluogo. All'interno della struttura vi è un centro di rieducazione psicomotoria.
Suore oblate di San Francesco Saverio
Istituto religioso femminile eretto nel 1732 per volontà dell'allora vescovo di Ariano Filippo Tipaldi. Il convento occupa i locali dell'antico ospedale per i pellegrini e gli infermi, trasferito in altra sede fin dal dicembre 1731. Le suore operano in ambito educativo in Italia e, a decorrere dal 1996, anche in Estremo Oriente.
Suore dello Spirito Santo
Tale congregazione, fondata in Ariano di Puglia nel 1896 dalla giovane Giuseppina Arcucci, svolge la sua opera nel campo socio-assistenziale e, a partire dal 1986, anche all'estero in ambito missionario. La casa madre è situata nel cuore del centro storico, alle spalle del municipio.

## Cultura

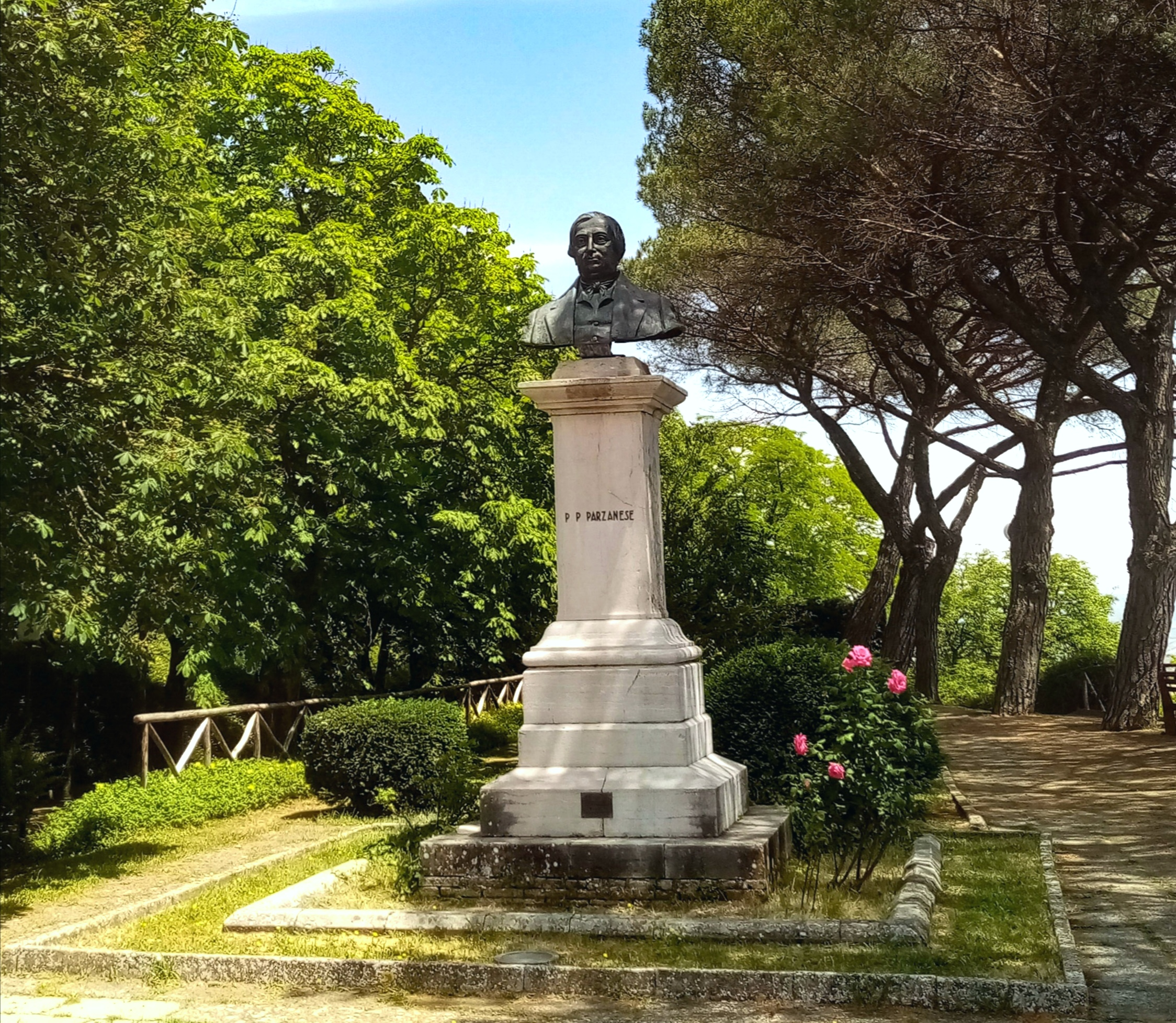
Il busto bronzeo del "poeta del villaggio" Pietro Paolo Parzanese all'interno della Villa comunale

### Scuole
Sede di distretto scolastico, il territorio comunale ospita ventiquattro plessi didattici pubblici, cinque dei quali riservati agli istituti superiori. Questi ultimi fanno capo a tre grandi poli scolastici: il liceo classico-scientifico "Pietro Paolo Parzanese", l'istituto d'istruzione secondaria superiore "Ruggero II" e l'istituto d'istruzione superiore "Giuseppe De Gruttola".

### Università
La città è sede d'esami dell'università telematica Pegaso mentre l'ospedale Sant'Ottone Frangipane ospita un polo didattico dell'università degli Studi della Campania Luigi Vanvitelli. Il campus interuniversitario Biogem promuove infine l'alta formazione scientifica e magistrale negli ambiti biomedico, biochimico e biogiuridico.

### Ricerca
Fin dal 1991 la città è sede del Centro europeo di studi normanni, sorto per iniziativa di un gruppo di studiosi francesi, inglesi e italiani e finalizzato alla ricerca storica sulla civiltà normanna nell'Europa medievale.
Inoltre nel 2006, alla presenza del premio Nobel Rita Levi-Montalcini, è stato inaugurato il centro di ricerche BioGeM (Biologia e Genetica Molecolare), operante in ambito biogenetico e farmacologico.

### Biblioteche
Biblioteca civica
Sita nel centro della città, possiede 60 000 volumi e opuscoli tra cui diverse migliaia di fondi antichi; i documenti multimediali ammontano a 20 000. Per la sua costituzione fu determinante l'impegno del deputato Pasquale Stanislao Mancini, cui la collezione è intitolata.
Biblioteca diocesana
Ubicata all'interno del palazzo episcopale, conta 37 340 testi oltre all'archivio storico della curia vescovile e alla raccolta completa delle opere del sacerdote-poeta Pietro Paolo Parzanese.
Biblioteca Tipaldi
Istituita nel 1731 dall'allora vescovo Filippo Tipaldi, è custodita nel monastero delle suore oblate di San Francesco Saverio. Contiene 15 480 volumi e opuscoli, oltre a incunaboli e numerose edizioni antiche.
Biblioteca Biogem
Collocata nel centro di ricerche Biogem, si compone di circa 9 000 libri ed è comprensiva di tutte le pubblicazioni Treccani.
Biblioteca CESN
Allestita nella sede del Centro europeo di studi normanni, annovera circa 4 000 testi storici con un fondo antico di 75 libri.

### Arte
L'intero nucleo urbano è riconosciuto quale città d'arte. La sua più antica e tipica produzione artistica è la maiolica arianese, ossia ceramica smaltata e decorata secondo canoni e stili differenti a seconda delle varie epoche.

### Musei
Museo della civiltà normanna

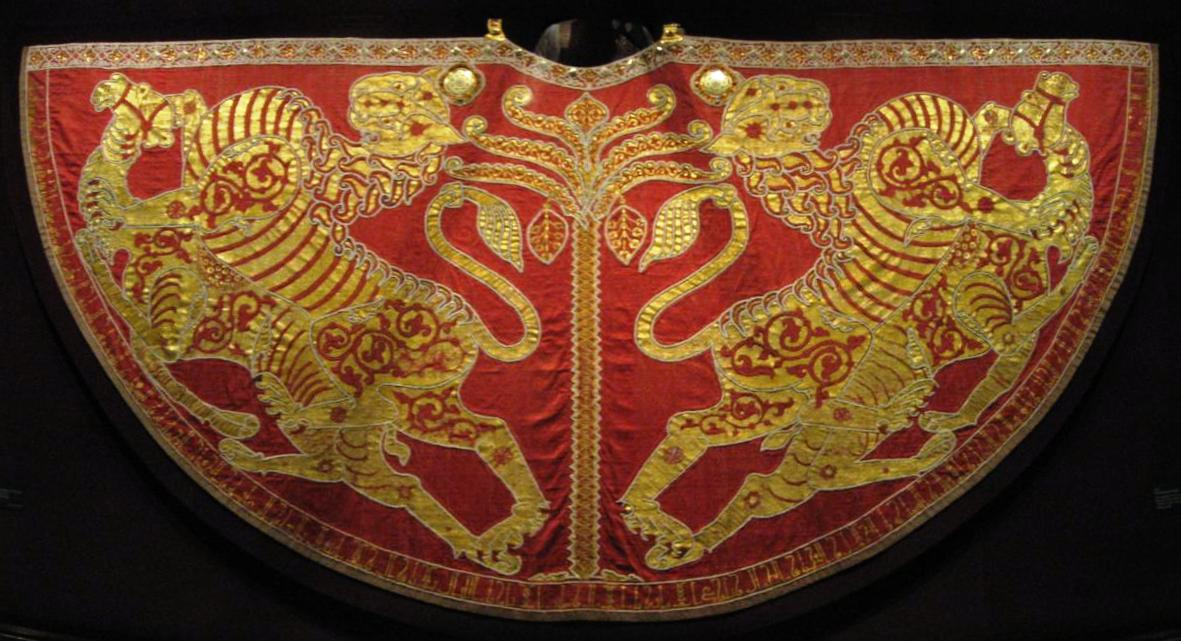
Riproduzione del mantello dell'incoronazione di Ruggero II, il sovrano delle Assise di Ariano, esposto nel Museo della civiltà normanna

Collocato nel palazzo Bevere-Gambacorta, presso l'ex chiesa di San Francesco d'Assisi, custodisce reperti storici, scritti, armi e monete di epoca alto-medievale.
Museo archeologico
Allestito in uno storico edificio alla via Donato Anzani, vi si trovano reperti di epoca neolitica, sannitica e romana provenienti dai siti archeologici della valle del Miscano.
Museo civico e della ceramica
Situato lungo via Rodolfo d'Afflitto, espone la fototeca civica, stampe di epoca rinascimentale e una vasta collezione di antiche maioliche locali.
Museo degli argenti
Ha sede nell'ex tesoreria della cattedrale di Ariano. Custodisce numerosi cimeli artistici nonché un reliquiario contenente due Sacre Spine della corona di Cristo.
Museo diocesano

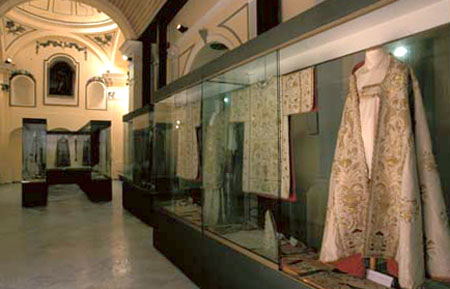
Paramenti liturgici nel Museo diocesano

Ubicato nell'ex chiesa di Santa Lucia, espone pitture di scuola napoletana risalenti al Seicento e al Settecento oltre a svariate opere tessili, lignee e marmoree.
Museo Giuseppina Arcucci
Custodito dalle suore dello Spirito Santo, è dedicato alla fondatrice della congregazione ma conserva opere e documenti di epoca anteriore.
Biogeo
Sorto all'interno del centro di ricerca Biogem con il supporto dell'Istituto nazionale di geofisica e vulcanologia, tale museo illustra l'origine e l'evoluzione della Terra e della vita.

### Media
Canale 58 è l'emittente televisiva cittadina, fondata nel 1994; dal 2013 si è dotata di un proprio sito web. Trasmette sul canale 85 del digitale terrestre.

### Musica
Nella cattedrale di Ariano è attivo un coro polifonico. Le principali rassegne concertistiche in ambito cittadino sono ClassicAriano (a cura della Società italiana musica da camera) e BiogemMusica, quest'ultima istituita su diretta iniziativa del centro di ricerche Biogem.

### Cucina

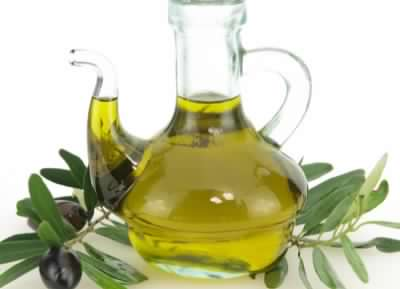
L'olio extravergine d'oliva Irpinia - Colline dell'Ufita, un prodotto legato intimamente al territorio

L'arte culinaria locale rispecchia fedelmente le tradizioni contadine e pastorali, tanto che molte delle pietanze conservano le caratteristiche denominazioni vernacolari.
Oltre al rinomato pane casereccio cotto in forno a legna sotto vari formati, anche alcuni tagli di pasta e certe forme di latticini e insaccati sono peculiari di questa terra ad alta vocazione agro-zootecnica, mentre fra le carni prevalgono piuttosto quelle bianche degli animali da cortile, spesso farcite e aromatizzate con erbe selvatiche locali. Nonostante la relativa lontananza dai due mari Tirreno e Adriatico (distanti comunque meno di 100 km), non manca qualche portata a base di pesce come ad esempio la tipica pizza con le alici.
Gli ortaggi costituiscono poi una quota rilevante degli ingredienti in uso, tanto che già nell'Ottocento veniva ad esempio rimarcata la produzione in "quantità immensa di peperoni, detti pipilli" (denominazione quest'ultima tuttora in auge nel dialetto arianese). 
Larghissimo è anche l'utilizzo di legumi e verdure (ivi compreso il cardone di Natale), la cui cottura richiede comunque un particolare tipo di pentola chiusa in terracotta, la pignata.

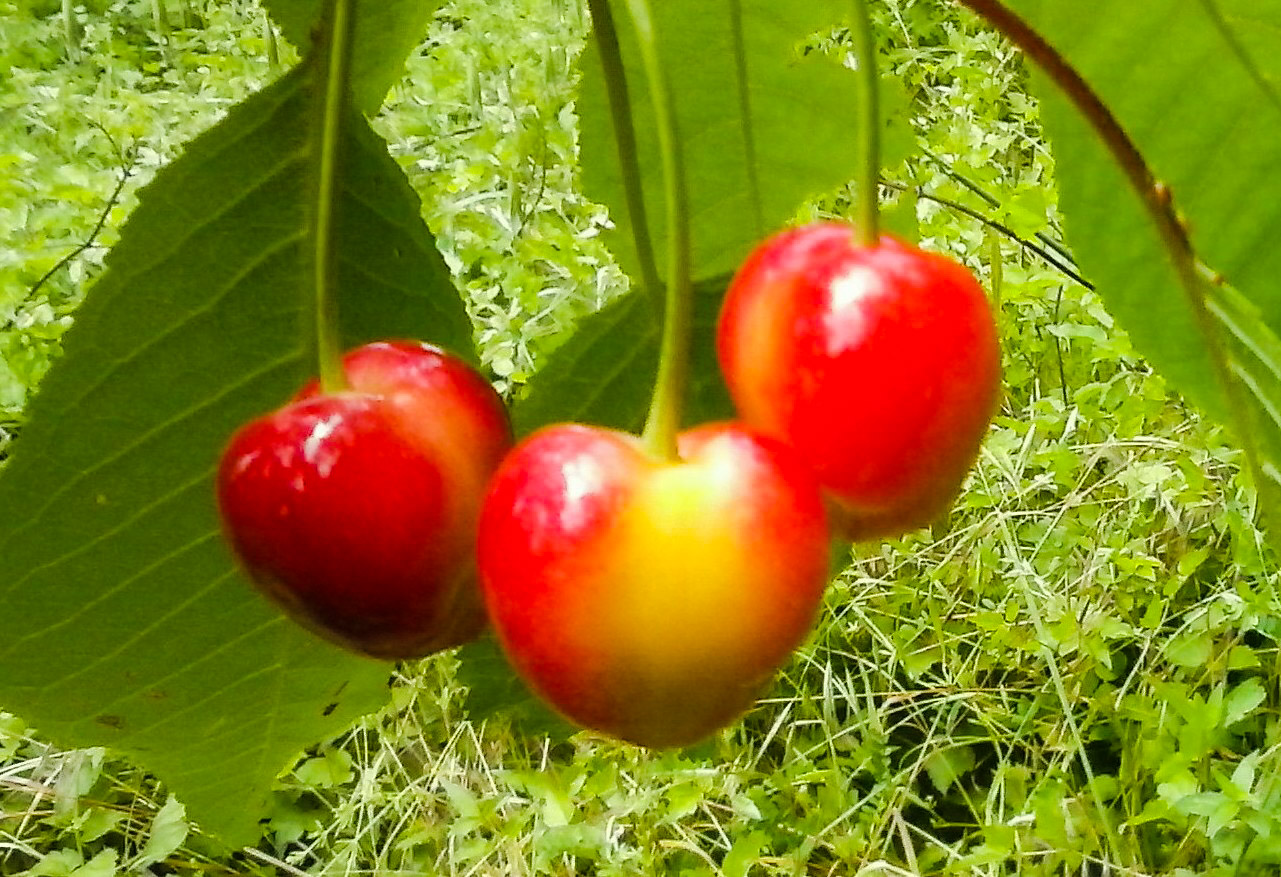
"Ciliegie della Signora", una tipica varietà locale con frutti colorati a forma di cuore

Assai caratteristica è la frutta, tanto che alcune cultivar, soprattutto di ciliegie, sono autoctone. Tradizionale nelle stagioni intermedie è inoltre la ricerca di tipici prodotti del sottobosco: così in primavera si raccolgono i cosiddetti spàlici (l'essenza Asparagus acutifolius, una varietà di asparago più piccola ma più aromatica di quella coltivata), in autunno invece i cardariélli (la prelibata specie fungina Pleurotus eryngii).
Alcuni piatti decisamente più elaborati sono invece esclusivi di certe ricorrenze: strùffoli a Carnevale, casatiélli e pizzpanàro a Pasqua, pipilli chjini e zéppule alla vigilia di Natale, malàti alla vendemmia, pizza cu li ccécule alla mattanza del maiale.
Per tutte le pietanze il condimento immancabile è l'olio extravergine d'oliva DOP
Irpinia - Colline dell'Ufita ricavato da piante della tipica cultivar Ravece, mentre il marchio PAT spetta al caciocchiato, un formaggio da dessert di produzione esclusivamente locale; notevole anche la tradizione vitivinicola, grazie alla presenza di diversi vitigni autoctoni.

### Eventi
Ariano International Film Festival è un concorso cinematografico; si svolge annualmente tra i mesi di luglio e agosto.
Ariano Folk Festival costituisce una rassegna di musica etno-folk; si tiene nella seconda metà di agosto.
Le due culture è un meeting organizzato in settembre dal centro di ricerche Biogem; vi prendono parte insigni studiosi e premi Nobel.

## Geografia antropica

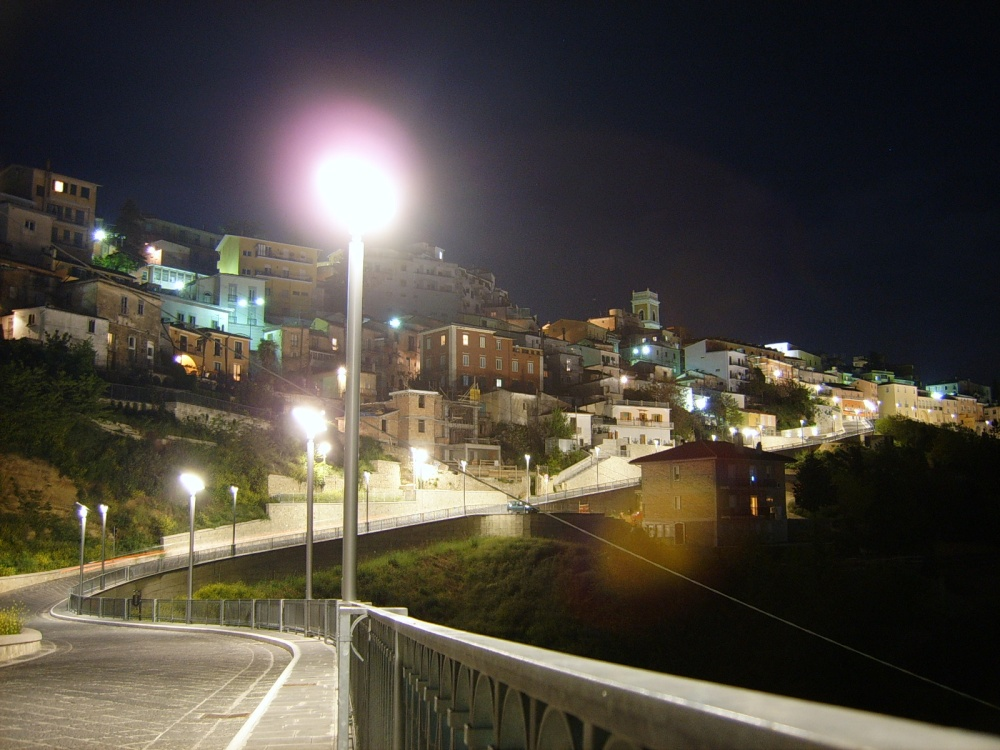
Viale Russo-Anzani, lungo gli spalti delle antiche mura

### Urbanistica
Il centro storico, arroccato sul crinale del Tricolle e di impianto alto-medievale, ebbe fin dall'origine una forma piuttosto allungata. Esso si disponeva infatti lungo la via vecchia, una semplice mulattiera militare che dalla Puglia (all'epoca duramente contesa ai Bizantini) conduceva al ducato di Benevento, possesso dei Longobardi; tale percorso è ben riconoscibile nei tre rioni in sequenza Guardia, Piazza Ferrara, Strada. Fin dal IX secolo la cerchia urbana era munita di porte e cinta da mura, alcuni tratti delle quali sormontano l'odierno viale Russo-Anzani; l'imponente castello di Ariano era invece staccato dal resto dell'abitato, attorno al quale vi erano piuttosto alcune distese di pascoli pubblici. Nella Tabula rogeriana del 1154 la città, denominata in lingua araba ʼAryānah (erroneamente trascritto ʼArnānah), era posta lungo un itinerario che collegava Ordona (o Troia) ad Apice, con successivo proseguimento verso Benevento, Avellino e Salerno.
A partire dal tardo Duecento diversi quartieri urbani o extramurali iniziarono a svilupparsi presso antiche diramazioni della via vecchia: è il caso di Santo Stefano e Sambuco (lungo un viottolo per Pulcarino-Zungoli), ma anche di San Nicola e San Giovanni Valle (lungo un duplice sentiero per Montecalvo). Non mancavano gli insediamenti di fortuna, spesso rupestri, i quali conservano talora l'etnonimo dei loro primi abitatori (è il caso del costone Tranesi, popolato da profughi giunti da Trani). Le numerose grotte esistenti fuori e dentro le mura hanno infatti origine antica ma artificiale; esse fungevano da rifugi o da vie di fuga e soltanto in un secondo momento furono adibite a botteghe o cantine. Anche i molti burroni che circondano il centro storico non esistevano in origine, ma si formarono a seguito di profondi fenomeni erosivi (e conseguenti frane) provocati dell'erronea regimentazione delle acque piovane lungo i ripidissimi pendii, con la conseguente rovina di diversi rioni.

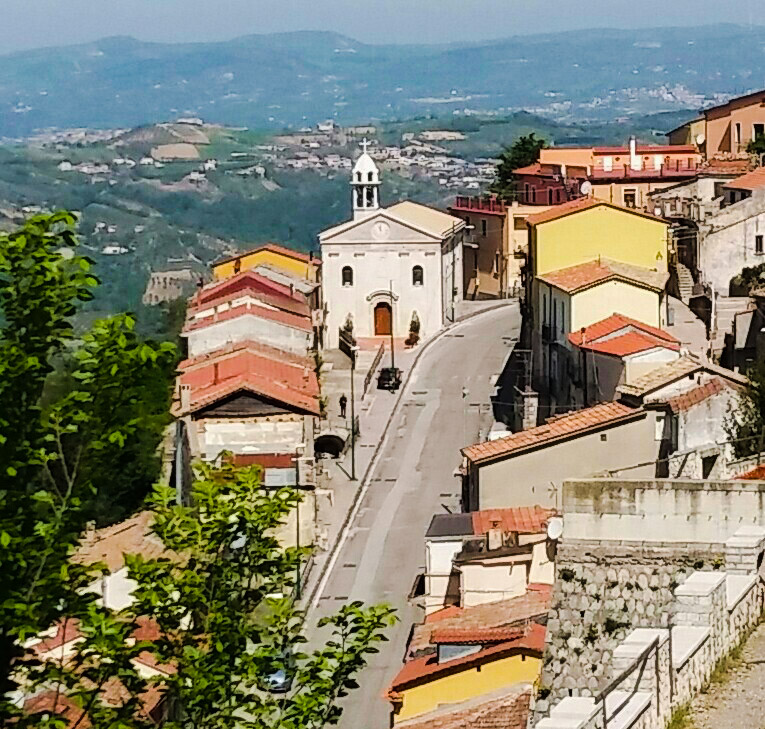
La chiesa della Madonna del Carmine nel seicentesco rione San Rocco

La conformazione urbana mutò notevolmente tra il Seicento e il Settecento, quando fu ultimata la cosiddetta via nova, ossia la strada regia delle Puglie (poi ridenominata via nazionale delle Puglie), la prima grande arteria che, per ragioni di spazio, si limitava a rasentare il nucleo antico e le sue vetuste mura. Fu in tale periodo che bottegai e tavernai abbandonarono le loro vecchie dimore (devastate peraltro dalla serie di eventi sismici susseguitisi tra il 1688 e il 1732) e si stabilirono in massa lungo la via nova, fondando così i rioni San Rocco, San Domenico, Ariella, Pagliare.
Un altro rivoluzionamento urbanistico si ebbe poi nel Novecento, innescato non soltanto dai danni bellici della seconda guerra mondiale ma anche da una nuova serie di terremoti verificatisi tra il 1930 e il 1980. Si determinò allora, oltre all'ampliamento del centro antico a scapito dei primitivi pascoli pubblici (rioni Calvario, San Leonardo, Pàsteni-Fontananuova, Pallottini-Piano della Croce), anche la costruzione di nuovi quartieri periferici (Cardito, San Pietro, Sant'Antonio, Martiri) realizzati a mezza costa presso il moderno tracciato in variante della strada statale 90 delle Puglie. L'intero centro abitato, intervallato da pendii e aree verdi, ha così assunto una conformazione conico-elicoidale di cui però il centro storico continua a rappresentare il vertice. Infatti il piano urbanistico comunale e il relativo regolamento edilizio (in vigore dal 2010) stabiliscono norme volte a salvaguardare la città antica, mentre gran parte dell'agro è tutelato quale paesaggio rurale.

### Contrade

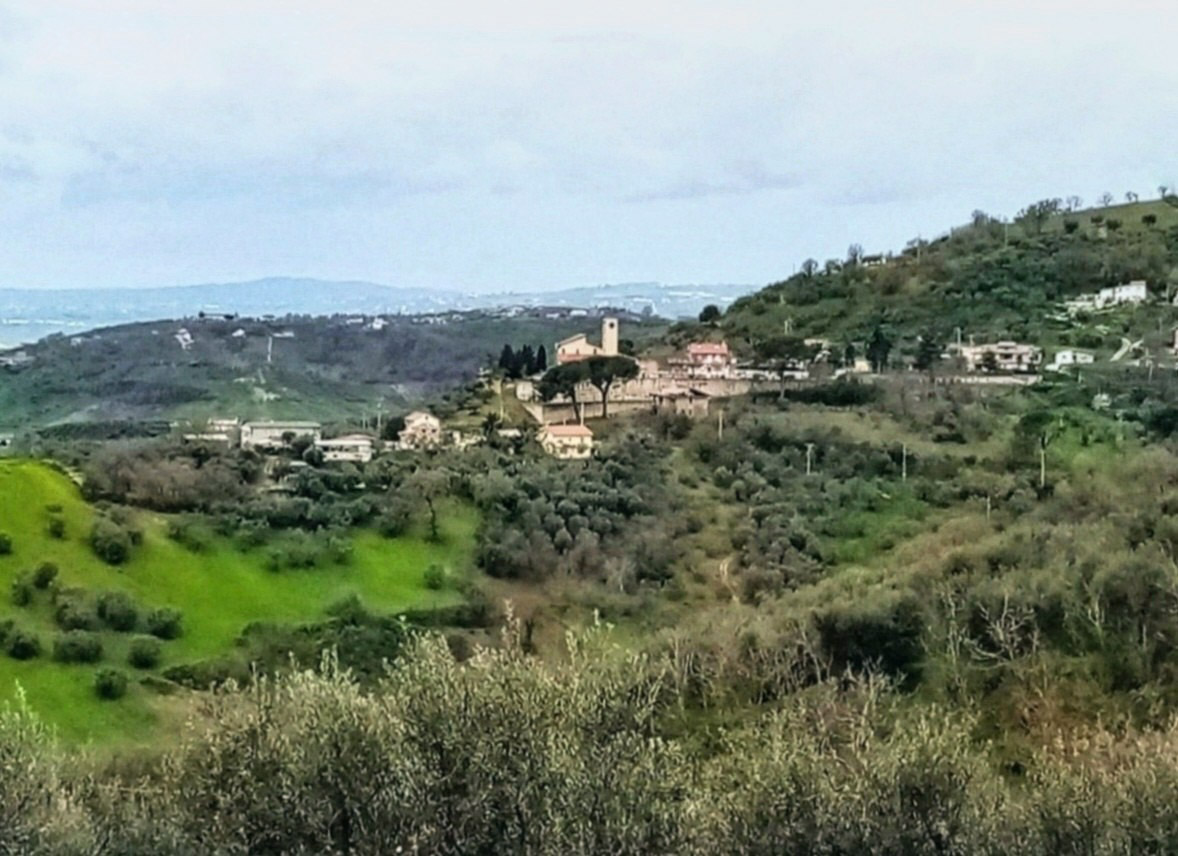
Tipico paesaggio agreste, tra colline e oliveti. Al centro si scorge il santuario di San Liberatore, nell'omonima contrada.

Una parte cospicua della comunità cittadina risiede nelle zone rurali, tradizionalmente dette contrade. Già abitate nel basso medioevo (lo si deduce dal gran numero di chiese rurali attestate fin dal Trecento), le contrade ebbero per lunghi secoli vita difficile a causa della diffusa insalubrità e insicurezza. A partire dal rinascimento sorsero comunque diverse nuove masserie, ma il grosso sviluppo dell'edilizia rurale si è registrato soltanto in epoca contemporanea, dopo che la malaria e il brigantaggio erano stati finalmente debellati; fino all'Ottocento la stragrande maggioranza della popolazione risiedeva infatti nel centro storico.
Le contrade conservano solitamente le denominazioni tradizionali in dialetto arianese, con frequenti riferimenti toponomastici non soltanto all'ambiente naturale ma anche al feudalesimo e alla religione. Dall'analisi delle mappe topografiche si evince che, ad eccezione della borgata sorta nell'Ottocento presso la stazione ferroviaria, le aree vallive sono generalmente evitate dagli insediamenti abitativi. In effetti molte contrade si sviluppano su aree collinari, in prossimità di fonti sorgive, ad altitudini comprese tra 200 e 800 m s.l.m.

## Economia

### Agricoltura

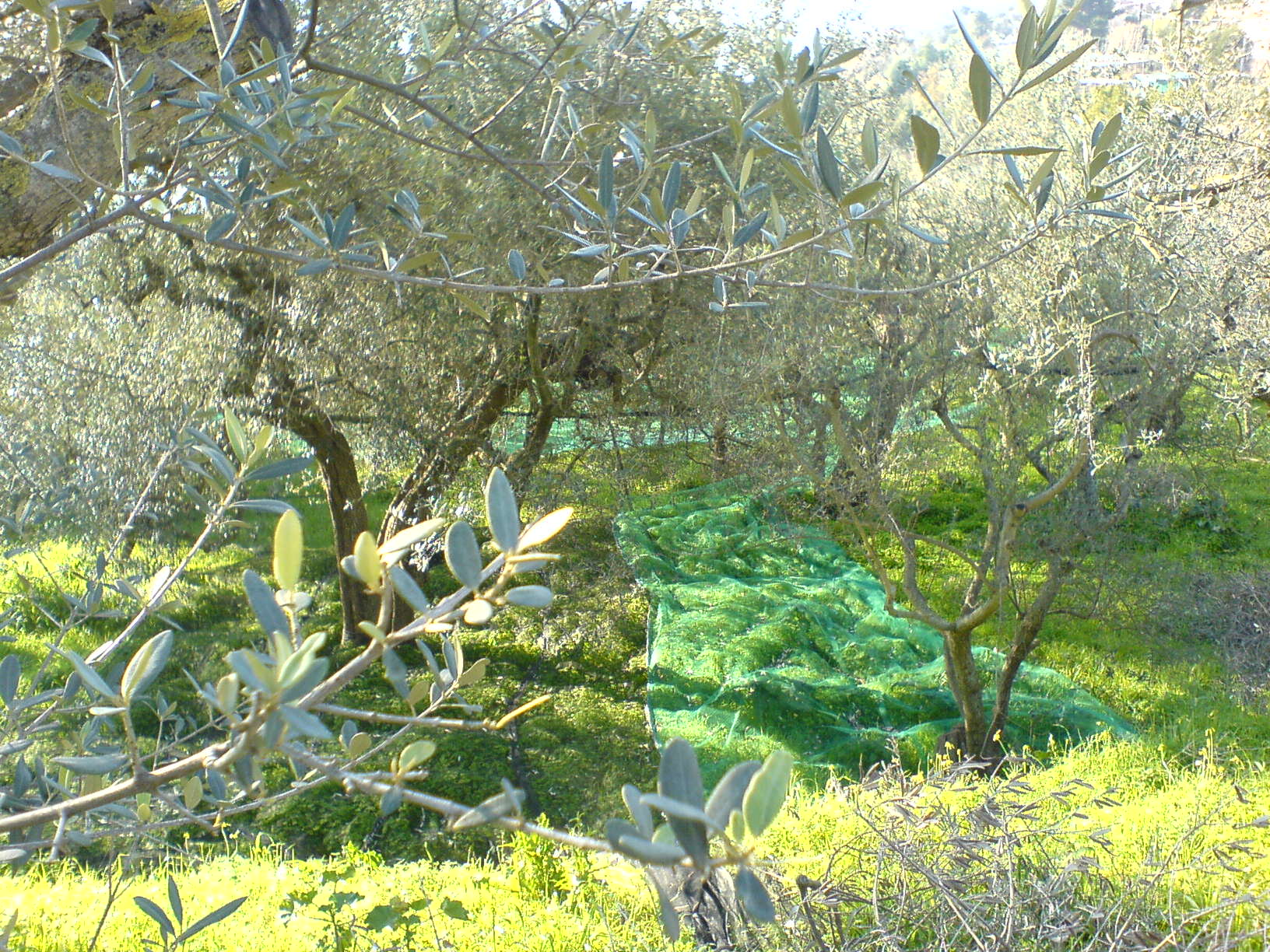
Un oliveto in autunno, con le reti distese al suolo per la raccolta

La rilevanza del settore agro-zootecnico è ben documentata dall'ampiezza dell'agro comunale (il più esteso della Campania) e dalla predominanza degli insediamenti rurali sparsi. La città, inclusa nella regione agraria nº 1 "Alto Cervaro" e aggregata all'Associazione nazionale città dell'olio, annovera il più alto numero di aziende agricole e la più ampia superficie agraria utilizzata dell'intera provincia. Notevole è anche la diffusione dell'agricoltura biologica: il biodistretto d'Irpinia, avente sede in ambito cittadino, è infatti incluso nel registro nazionale dei distretti biologici.
In particolare, l'olivicoltura ha radici assai antiche: un "olivetum in Ariano" è infatti citato in un atto di donazione datato 797 e così riportato nel Chronicon casinense; rinomate sono principalmente le olive della cultivar autoctona Ravece, destinate all`estrazione di olio DOP extravergine "Irpinia - Colline dell'Ufita". Tra le altre tipicità del territorio si segnalano diversi vitigni storici, i cereali (per la produzione di pane e sfarinati), la frutta, i legumi, nonché le carni e i latticini; tra questi ultimi spicca il caciocchiato, un prodotto esclusivamente locale fregiantesi del marchio PAT.

### Artigianato

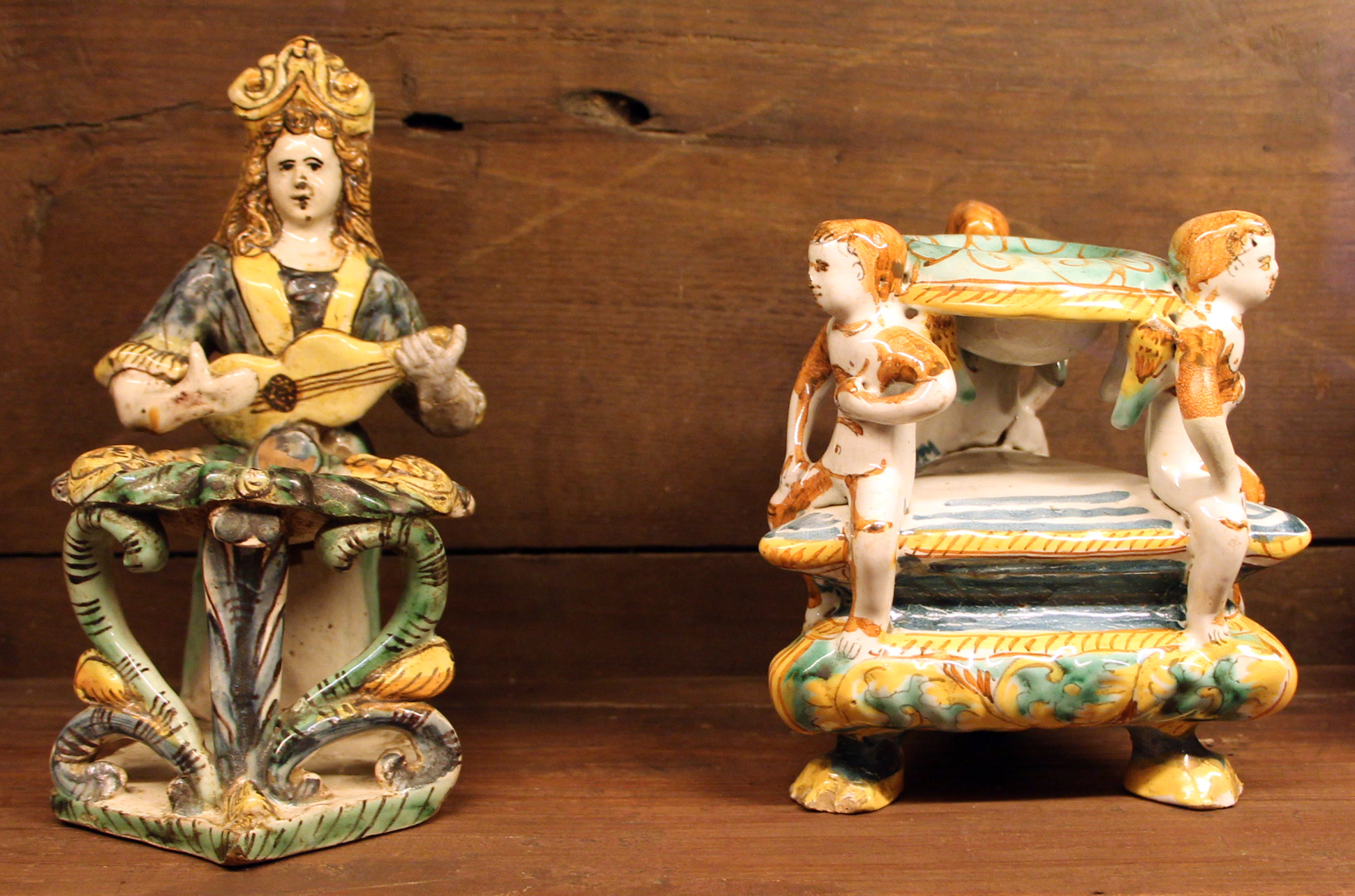
Antiche ceramiche arianesi

La ceramica arianese costituisce la produzione artigianale più caratteristica della città, attestata fin dal Medioevo. Le fornaci erano ubicate dapprima presso il castello normanno, poi nelle grotte del quartiere extramurale Tranesi, detto così poiché nel Quattrocento era stato popolato da rifugiati provenienti da Trani.
Vaste collezioni di antiche ceramiche decorate (ossia maioliche) sono custodite nel Museo civico della ceramica, ma la tradizione artigiana perdura in epoca contemporanea, potendosi fregiare del marchio CAT (Ceramica Artistica Tradizionale) rilasciato dal Consiglio nazionale ceramico. Il comune, riconosciuto quale centro di affermata tradizione ceramica dal Ministero dello sviluppo economico, è parte integrante dell'Associazione italiana città della ceramica.

### Industria

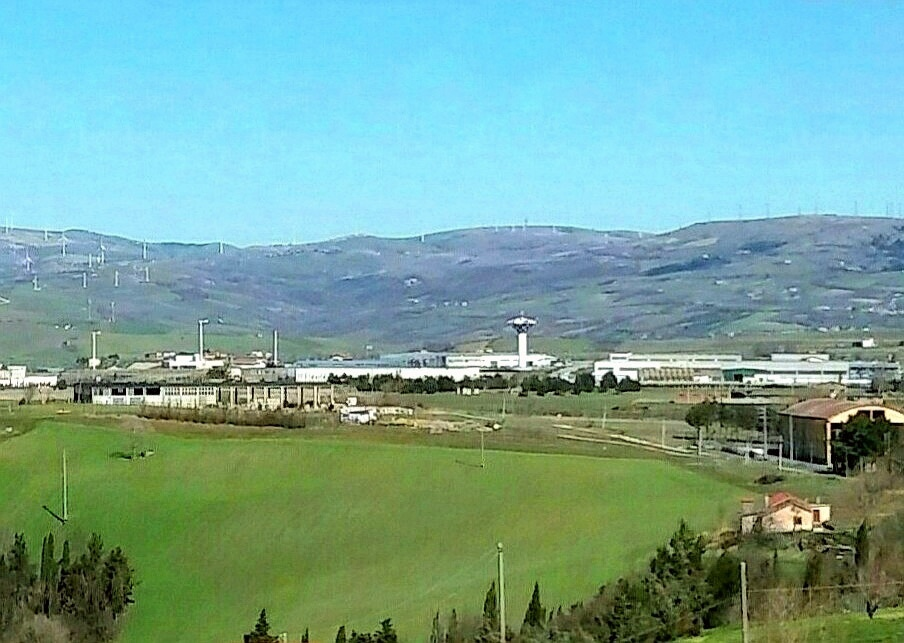
Insediamenti produttivi sul pianoro di Camporeale

Il settore industriale, erede delle antiche manifatture locali (molitoria, gessaiola, bottegaia, lanaiola), annovera un buon numero di imprese di piccole o medie dimensioni attive principalmente nei comparti agro-alimentare, edilizio, metalmeccanico e dell'abbigliamento. Molte delle aziende, unitamente al consorzio biotecnologico Biogem, sorgono in un'idonea area attrezzata di 100 ettari
sull'altipiano di Camporeale, in posizione baricentrica tra Campania e Puglia.
In forte crescita è inoltre la produzione di energie rinnovabili mediante l'implementazione di parchi eolici e fotovoltaici, secondo l'ottica innovativa dello sviluppo sostenibile.

### Turismo

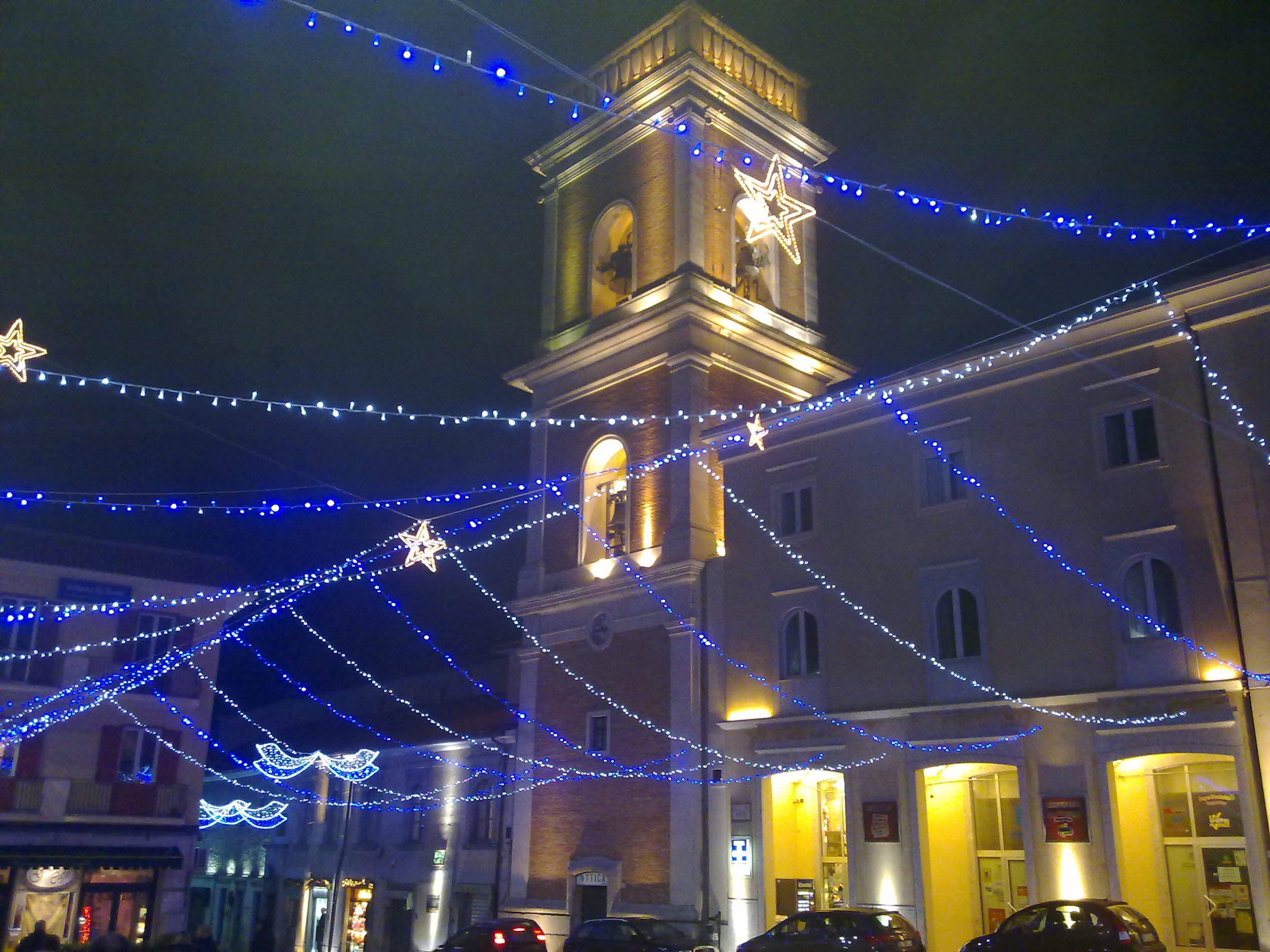
Piazza Plebiscito, il cuore del centro storico

In base alla classificazione ISTAT il territorio ha una vocazione "montana e culturale, storica, artistica e paesaggistica", mentre la densità turistica raggiunge un livello medio.
La città vanta una lunga tradizione nel comparto della ricettività: trovandosi infatti all'altezza della sella di Ariano (il valico più importante tra Campania e Puglia), ha sempre contato su un intenso traffico di viaggiatori e viandanti, ai cui bisogni provvedeva un gran numero di mercanti e tavernai. A seguito però dell'apertura al transito della ferrovia nella seconda metà dell'Ottocento (e dell'autostrada un secolo più tardi) si verificò un sensibile calo dei transiti interregionali lungo la vecchia strada nazionale delle Puglie.
Tuttavia le favorevoli caratteristiche climatico-ambientali del territorio iniziarono a richiamare molti visitatori fin dall'epoca fascista, quando fu istituita una colonia montana, mentre nella seconda metà del Novecento la cittadina era ormai divenuta una frequentata meta di villeggiatura. Inoltre, a decorrere dal grande giubileo del 2000 si è assistito a un significativo sviluppo del turismo religioso e storico-culturale, sicché il comune aderisce al distretto turistico Viaticus e all'Associazione europea delle Vie Francigene.
Rinomato è infine il comparto enogastronomico, con ampia disponibilità di strutture ricettive; queste ultime infatti, considerate nel loro insieme (alberghi, affittacamere, agriturismi, case-vacanza, bed-and-breakfast), superano abbondantemente la trentina.

## Infrastrutture e trasporti

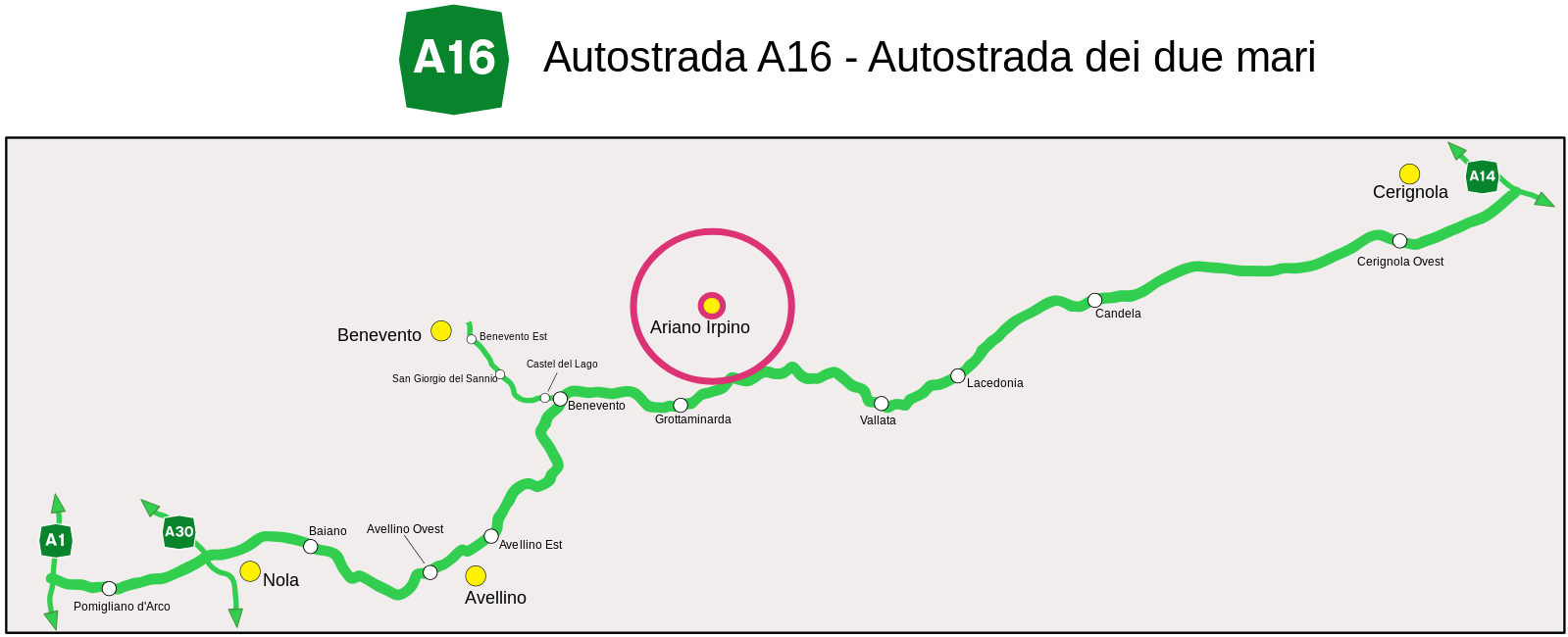
La città a metà strada tra i due mari Tirreno e Adriatico, adiacente all'A16 Napoli-Canosa

### Strade
L'asse portante della viabilità cittadina è costituito dalla strada statale 90 delle Puglie che, unitamente alle sue varianti 90 bis e 90 dir, attraversa l'intero territorio comunale consentendo collegamenti interregionali tra Campania e Puglia mediante percorsi complementari o alternativi all'autostrada A16.
Piuttosto numerose sono le strade provinciali, le quali si dispongono a formare una rete a maglie larghe che permette di raggiungere i singoli centri abitati limitrofi. Assai fitto e articolato è infine il reticolo formato dalle strade comunali.

### Ferrovie
La stazione di Ariano Irpino, posta lungo la tratta Benevento-Foggia della linea Roma-Bari, sorge in una piccola valle a circa 5 km dal centro urbano. Sul culmine della linea vi è inoltre lo scalo tecnico di Pianerottolo d'Ariano.
In virtù del moderno progetto Alta Capacità una nuova infrastruttura ferroviaria è in fase di costruzione nell'ampia valle dell'Ufita, in posizione baricentrica rispetto all'intero comprensorio.

### Mobilità urbana

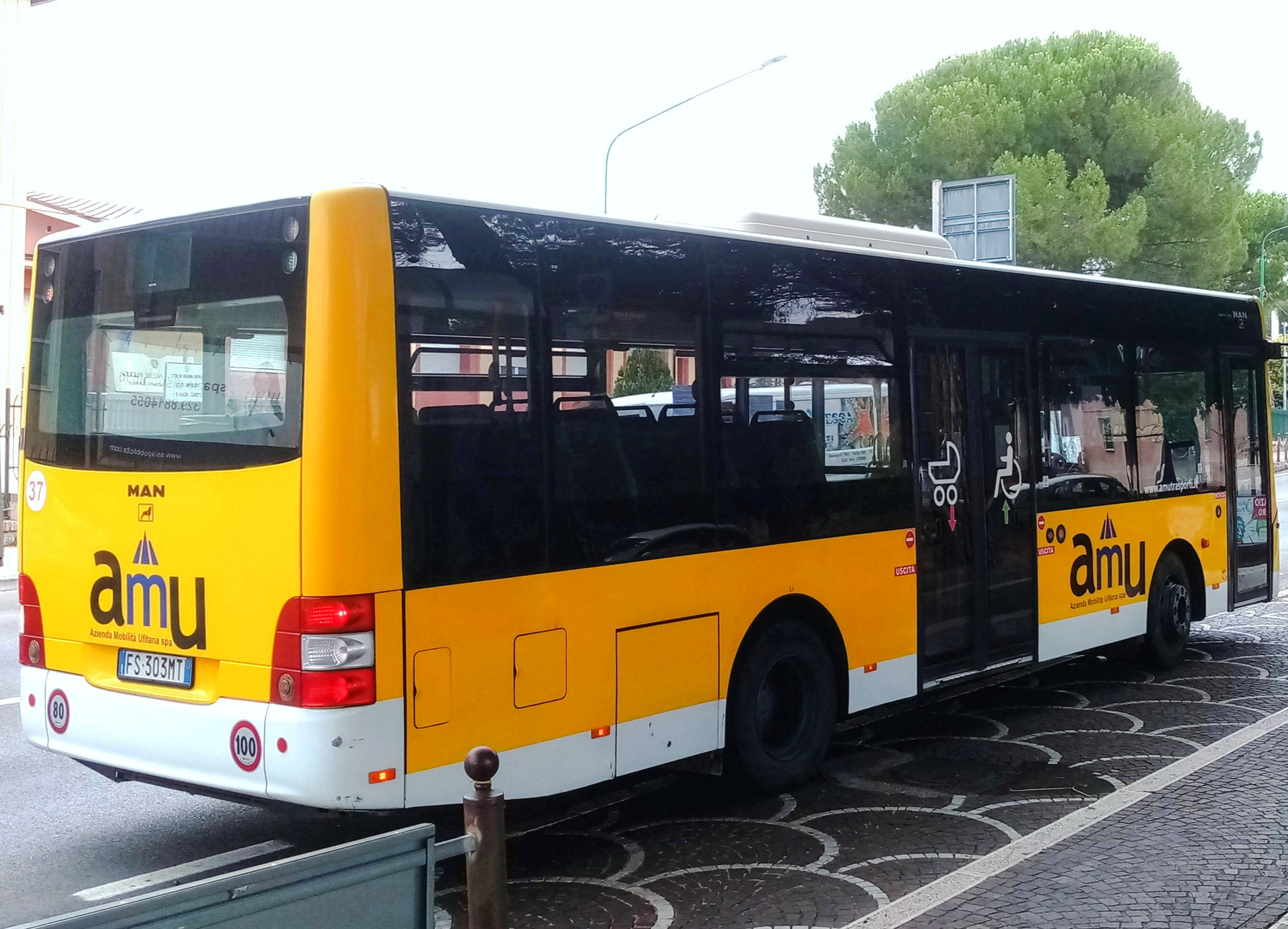
Bus del trasporto pubblico urbano

La gestione dei parcheggi multipiano e di prossimità, nonché il servizio pubblico di trasporto urbano (esteso anche alle zone rurali) sono interamente curati dall'azienda municipalizzata AMU.
La società partecipata regionale AIR garantisce invece le relazioni interurbane nel territorio della Campania, con estensione alle regioni Lazio, Molise e Puglia.
I collegamenti a spola con i centri viciniori della Puglia sono inoltre assicurati da autolinee afferenti al consorzio COTRAP.

## Amministrazione

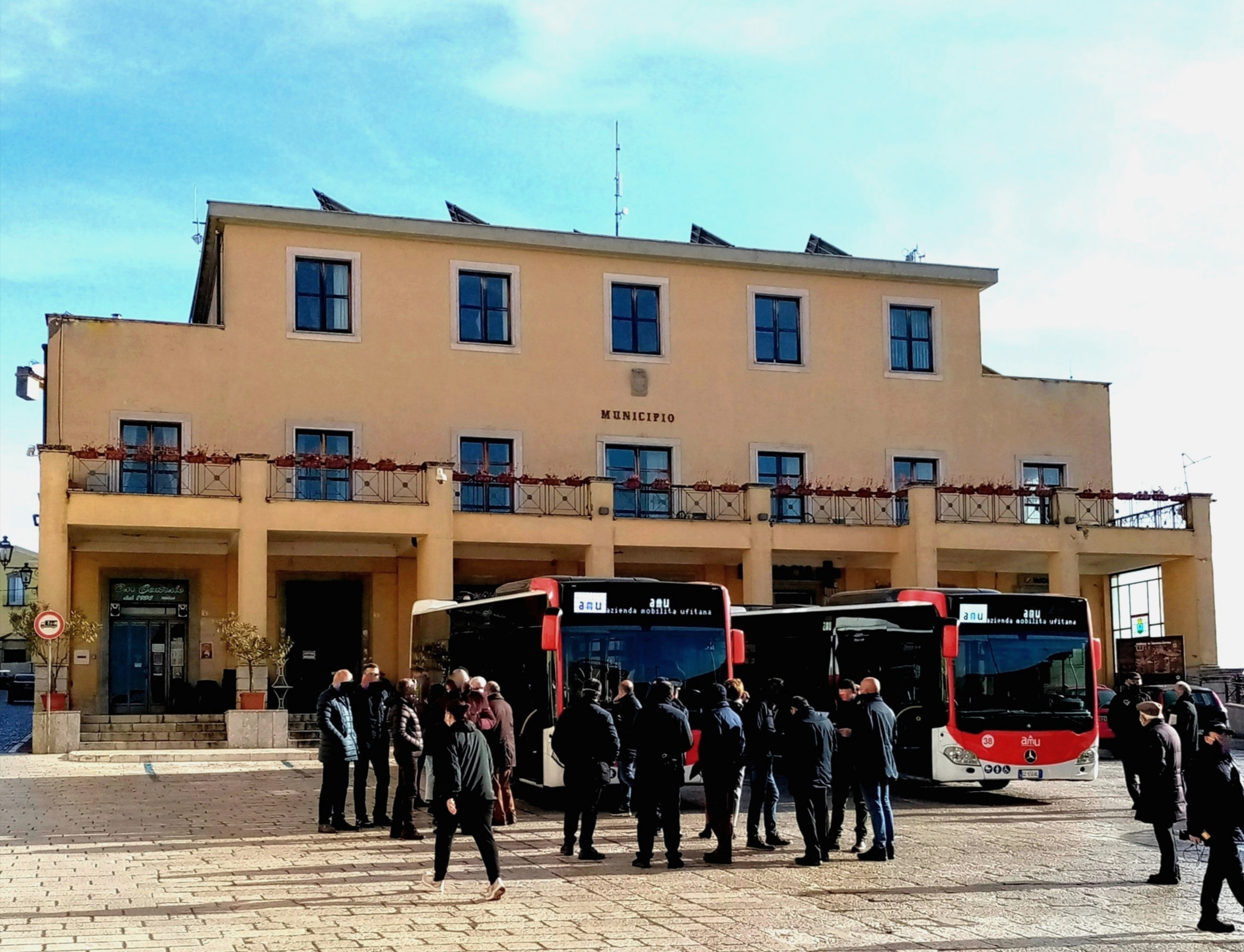
Il municipio

Attestata fin dal XIII secolo, l'universitas (municipalità) di Ariano era inclusa dapprima nel giustizierato di Principato e Terra Beneventana e poi nel Principato Ultra. Eletta anticamente su base parrocchiale e presieduta da un sindaco coadiuvato da una giunta, l'universitas era inizialmente soggetta al regime feudale della contea di Ariano, ma a partire dal 1585 venne a dipendere direttamente dalla corona di Napoli; il ruolo di ufficiale del governo non spettava comunque al sindaco bensì a un governatore, nominato dapprima dal conte (o duca) di Ariano e poi dal viceré di Napoli o dal sovrano in persona. Speciali prerogative spettavano al ceto nobiliare, riunito nei due seggi di piazza Ferrara (presso Sant'Agostino) e piazza Grande (dirimpetto alla Cattedrale). In età napoleonica –e poi ancora in epoca fascista– le funzioni di sindaco furono temporaneamente svolte da un podestà di nomina governativa, mentre la figura del governatore e i privilegi nobiliari furono aboliti. Il moderno palazzo di città risale al secondo dopoguerra; in base allo statuto vigente, la sede municipale deve essere comunque ubicata nel centro storico.

### Altre informazioni amministrative
Il comune, ricompreso nella zona di allerta "Alta Irpinia-Sannio", è dotato di un proprio presidio di protezione civile coordinato dal sindaco.
Centro pilota dell'ambito territoriale A1 (cui aderiscono 29 comuni contermini), la città è sede comprensoriale di distretto sanitario, distretto scolastico, agenzia delle entrate, agenzia INPS, casa circondariale, centro per l'impiego, comunità montana, genio civile e giudice di pace. Pur appartenendo alla provincia di Avellino, soggiace (unitamente ai comuni del circondario) alla giurisdizione del tribunale di Benevento.

## Sport

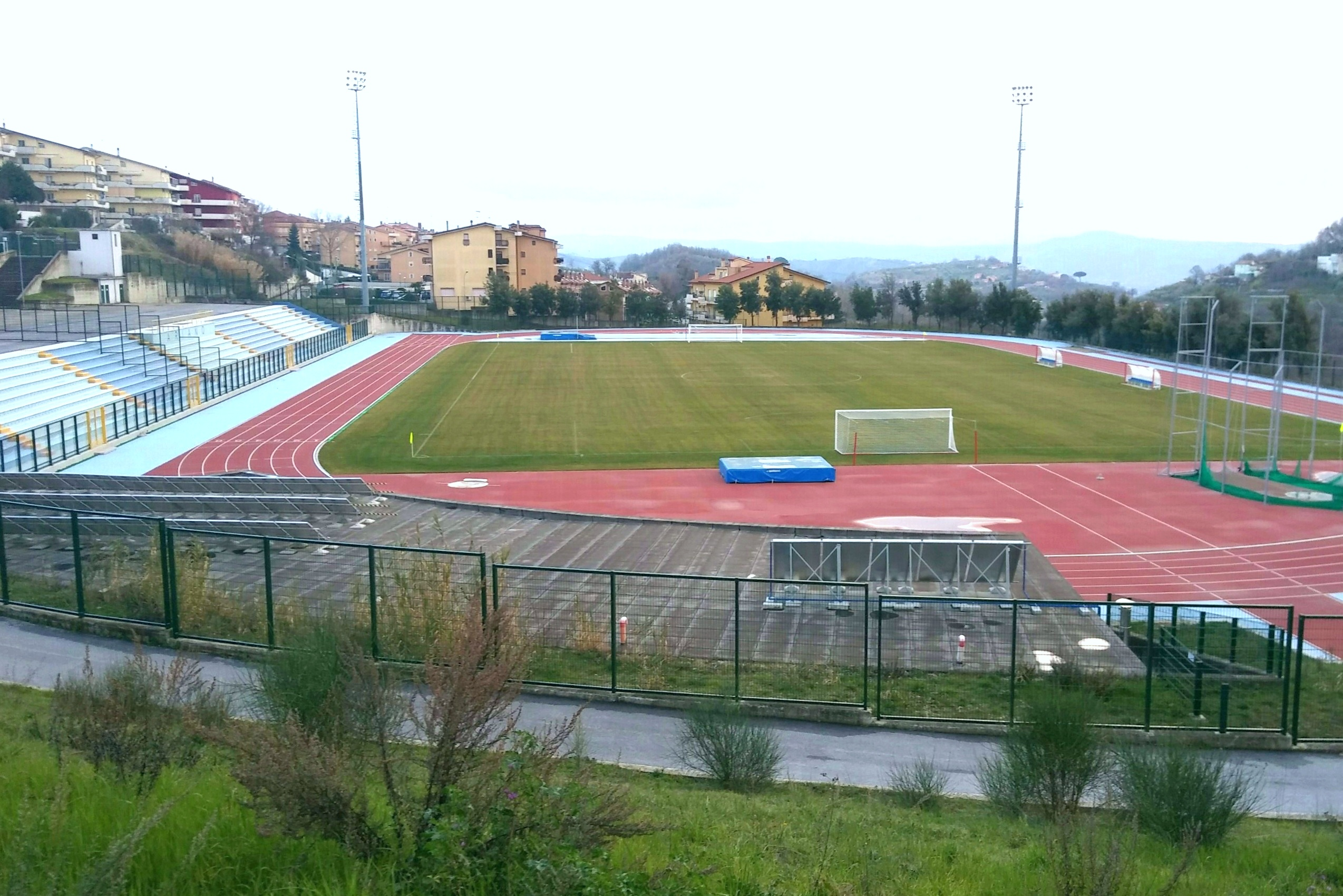
Panoramica dell'arena-stadio

Diverse decine di associazioni sportive sono operanti sul territorio cittadino, impegnate in svariate discipline agonistiche e affiliate ai rispettivi enti di promozione sportiva.

### Impianti sportivi
Lo storico stadio "Silvio Renzulli", costruito nella prima metà del Novecento, sorge su un pendio alle falde della Villa comunale; oltre al campo di calcio in erba sintetica con spalti per 700 posti, vi è un campo da tennis (coperto nella stagione fredda) ubicato più a monte, all'interno del perimetro della Villa.
Il palazzetto dello sport, omologato per uso professionistico con 2000 posti, ha ospitato nel 2019 alcuni eventi della XXX Universiade estiva.
L'arena-stadio in erba naturale, omologata per uso agonistico e intitolata al velocista Pietro Mennea, dispone a sua volta di spalti per 2000 posti.
Degni di nota sono anche il campo polivalente coperto "La Maddalena" e l'ampio complesso "La Tartaruga". In totale, gli impianti sportivi cittadini ammontano a oltre una trentina.